# 余部橋梁
余部橋梁（あまるべきょうりょう）は、兵庫県美方郡香美町香住区（旧・城崎郡香住町）余部の、西日本旅客鉄道（JR西日本）山陰本線鎧駅 - 餘部駅間にある橋梁（単線鉄道橋）である。
余部橋梁は2代存在し、初代の旧橋梁は鋼製トレッスル橋で「余部鉄橋」の通称でも知られ、1912年（明治45年）3月1日に開通し、2010年（平成22年）7月16日夜に運用を終了した。2代目の現橋梁はエクストラドーズドPC橋で、2007年3月からの架け替え工事を経て、2010年8月12日に供用が始まった。
新・旧両時代ともに、橋梁下には長谷川と国道178号が通じている。
新旧架け替え工事中からライブカメラが設置されており、新旧両橋梁工事の様子や列車通過の状況、余部地区の季節感がわかるようになっている。
最寄駅である餘部駅の裏山には展望所が設けられており、同駅ホームより小高い位置で日本海を背景に余部橋梁が一望可能なスポットであり、撮影ポイントとしても定番化していた。展望所は橋梁の架け替え工事に伴って2008年（平成20年）4月11日以降一時閉鎖されていたが、橋梁切替時期から供用再開を望む声が多く寄せられ、香美町の定例議会で提案が2010年9月に可決され、補修工事後2010年11月3日に供用が再開された。

## 名称・表記
JR西日本による正式名称は旧橋梁・現橋梁ともに地名と同じ「余部」を使用した「余部橋梁」である。常用漢字に含まれない「梁」については、平仮名書き、漢字書きの双方が混在している。「余部橋りょう」の書き方は鉄道の現業機関において広く使われている表記で、鉄道建造物台帳に記載されており、旧橋梁の橋桁にも記載されていた。一方「余部橋梁」の書き方も、構造物設計事務所の作成する橋梁設計図面などで見られる。
第二次世界大戦前は正字体の「餘」を使用した「餘部橋梁」表記が一貫して用いられていた。
旧橋梁の別称・愛称は前述のように「余部鉄橋」で、これは古くから地元で使われており、使用される範囲も地元の観光パンフレットのほか、大半の地図でも記されるなど広範囲にわたって使用された。かつては「余部陸橋」や「余部高架橋」の表記・呼称も使用されていた。
新橋梁の別称・愛称は、正式名称に沿い便宜的に「新」を入れた形で「新余部橋梁」「余部新橋梁」「余部新橋」、あるいは一部の鉄道ファンにて「余部鉄橋」（余部の鉄道橋の略称と解釈）などが混在して使用されている。また、地元向けの愛称を地区住民を対象に募集中で、案が出そろうのを待って愛称を決める予定となっている。
隣接する駅「餘部駅」は地名の読みと同じ「あまるべ」であるが、同じ兵庫県内に姫新線の余部（よべ）駅があるため、それと区別するため漢字を変更し「餘部駅」の表記にしたものである。
前述の要因から表記の揺れがあり、戦前にも用いられた過去があって駅名と同じ文字を用いた表記の「餘部橋梁」や、別称・愛称と組み合わせた「餘部鉄橋」も、第二次世界大戦後から現在に至るまで一部で使用されている（「餘」と「余」の字体に関しては「新字体#既存の字との衝突」も参照）。

## 建設の背景
余部橋梁の建設は、当時日本の国有鉄道網を管轄していた鉄道院が、日露戦争後に山陰本線の東側の区間を全通させるために、未開通のまま残されていた和田山駅 - 米子駅間を建設する際に実施された。和田山側から建設を進めた山陰東線と、米子側から建設を進めた山陰西線があり、余部橋梁を含む山陰西線香住駅 - 浜坂駅間の開通によって両者がつながり京都駅から米子駅、その先の出雲今市駅（現在の出雲市駅）までが開通することになった。
最後の区間となった香住駅 - 浜坂駅間は、山が海に迫る地形で海岸沿いに線路を通すことは不可能であった。この区間にどのように線路を建設するかは関係した技師の間でも論争があり、米子出張所長の石丸重美は現行の案を主張し、福知山出張所長の最上慶二と橋梁技術者の古川晴一は内陸に迂回する案を主張した。石丸の案は、内陸案ではその当時の土木技術では難しい長大トンネルが必要になることを避けて、かつ最短経路を選択したもので、一方最上らの案は建設に困難が予想され、さらに建設後も海からの潮風で保守作業が困難となることが予想される長大鉄橋を回避しようとするものであった。これに対して上層部の判断により、石丸の主張する案を採用することになった。
香住駅の標高は 7.0 m, 浜坂駅の標高は 7.3 m とほぼ同じ高さにあるが、その間で山を越えなければならない。長大トンネルを避けるためには、できるだけ山に登って標高の高いところに短いトンネルを掘って抜ける必要がある。この付近では河川の多くが南側から北の日本海へ向かって流れているので、東西方向の峠を越えるためにこれらの川筋に沿って登ることはできなかった。しかし桃観峠（とうかんとうげ）では、東側に西川が流れ出して余部で海に注ぎ、西側に久斗川が流れ出して浜坂で海に注いでいた。そこで、これらの川筋を利用して桃観峠のできるだけ高い位置に登って、峠の下の標高約 80 m の地点に桃観トンネル（全長1,992 m）を建設することが考えられた。
香住からは最急 12.5 ‰ の勾配で登っていき、標高 39.5 m の位置に鎧駅がある。そこからは短いトンネルを連続して通り、余部橋梁を通って餘部駅が標高 43.9 m の位置にある。そこからは 15.2 ‰ のきつい勾配を登っていって、標高約 80 m の地点で桃観トンネルに入る。桃観トンネル内から久谷駅までは 15.2 ‰ で下り、標高 51.9 m の久谷駅を過ぎると 13 ‰ の下り勾配になり、浜坂が近づいてくるところで平坦となる。このように香住と浜坂の両方から桃観峠を頂点として登っていく線形を採用したため、その途中の余部に長谷川が形成する 300 m あまりの長く深い谷間があったとしても回避するわけにはいかず、この谷間を越えてどうしても線路を通す必要性が生じた。方法として橋梁を建設する案と築堤を建設する案が検討され、橋梁の建設費が約32万円と見積もられたのに対して、築堤の建設費は約70万円と見積もられた上に築堤を建設すると余部の集落全体が埋没してしまうことになることから、最終的に橋梁建設案が選定された。

## 鉄橋（1912年 - 2010年）

### 旧橋梁概要
旧橋梁は1909年（明治42年）12月16日に着工、1912年（明治45年）1月13日に完成し、同年3月1日に開通した。全長310.59 m（橋台面間長309.42 m）、下を流れる長谷川の河床からレール面までの高さ 41.45 m, 総工費331,536円。11基の橋脚、23連の橋桁を持つ鋼製トレッスル橋である。23連となるのは、各橋脚上に30フィート桁、各橋脚間に60フィート桁がそれぞれ架設されているためである。土木学会による技術評価では近代土木遺産のAランク、土木学会選奨土木遺産に指定されていた。
その独特な構造と鮮やかな朱色がもたらす風景は、鉄道ファンのみならず、山陰地方を訪れる観光客にも人気があった。その一方、直近の地元住民は多くの落下物や騒音に悩まされてきた事例もあり、旧橋梁による負の一面も存在していた（後述）。
2010年（平成22年）7月16日午後9時50分頃「はまかぜ」5号の通過をもって営業運行を終了し、同日深夜に行なわれた同列車上り返却回送をもって車両運用を全て終了した。翌7月17日から区間運休し、旧橋梁の解体撤去作業が開始され、新旧切替工事が8月11日まで行われ、2010年8月12日から新橋梁の供用が始まった。
鉄道用の鉄骨造鉄橋の耐用年数は、減価償却資産の耐用年数等に関する省令によれば40年とされているが、旧橋梁はそれを上回って長期間耐用する結果を残した。鉄橋には特に厳しい地形や環境であったことから、地道な保守作業や適切な維持管理が継続されたこと、鉄橋構成各部位の精度が高く建設当時から晩年に至るまで狂いが生じていなかったこと、財政的負担（後述）などの事情もあり、結果的に完成から98年という長期にわたる運用実績を残した。完成当時は東洋一のトレッスル橋と謳われていたが、実際にはミャンマー北東部で1901年に建設された鋼材トレッスル橋ゴッティ鉄橋「GOKTEIK」（日本名：ゴッティ / ゴクテイク、 全長689m、高さ（最高地点）102m）が既に存在していた。しかし、日本国内では運用終了時まで最長のトレッスル橋であった。
一部橋脚・橋桁は保存され、展望台に整備されて活用されている（後述）。解体撤去で発生した鋼材は、歴史ある貴重な研究材料として、関西地方を中心とした数校の大学や鉄道総合技術研究所に提供され、金属や錆などの研究用途に利用された。また地元からの「餘部駅に余部鉄橋の記念になるものが欲しい」との要望に応えたJR西日本により、同駅のホームに元橋脚の一部鋼材を使用したベンチが置かれている。

### 橋梁形式の選定
橋梁建設案の選定後に橋梁形式が検討され、両側を築堤にして間をトラス橋で結ぶ案、全体をトラス橋にする案、プレスド拱橋にする案、カンティレバー式橋梁にする案、拱橋にする案、トレッスル橋にする案などが比較されて、トレッスル橋が選定された。
トレッスル橋案選定後にも米子出張所の岡村信三郎技師が、海に近い余部に鋼製の橋を架けると後々腐食対策で保守経費がかさむことを懸念して、日本国外の橋梁を勉強したり、母校の京都帝国大学土木工学科教授に相談した結果、鉄筋コンクリート製のアーチ橋を建設することを上申した。この案は60フィート間隔で橋脚を建設して、その上にアーチ橋を架設するものであった。概算工事費は京大教授により46 - 47万円と出たが、人件費・保守経費なども含めた総額で考えると最終的にはアーチ橋が一番安くなると試算されたことから、岡村はこの案を主張した。しかし、鉄道院建設部技術課長となっていた石丸重美からは「役人は新しいことをやるものではない」と諭され、岡村は納得できなかったが反対することもできず、さらに鉄筋コンクリート製の橋梁の建設経験が日本国内ではもとより、まだ世界的にも少ない時代であったことと、既に鋼製橋梁の材料を発注済であったことから、この案は却下された。
こうして、建設費が安くかつ早く建設することのできる鋼製トレッスル橋梁案を採用する計画を進めることになったが、当時の日本では高架橋式の経験に乏しく調査・検討の余地があるとして、最終的な判断は設計担当の古川晴一による日本国外出張の終了後となった。
後述のように、結果的に保守作業が頻繁に行われた要因から、鋼製トレッスル橋案を採用したことについて、後年の考察において意見が分かれている。批判的な意見の例として、交通地理学者の中川浩一は「信越本線の碓氷峠におけるアプト式鉄道の採用と並んで、後世に多額の保守経費を発生させた」と2000年代に見解を示し、同類の意見は川上幸義の『新日本鉄道史』などでも見られる。肯定的な意見の例として、網谷りょういちはその著書で当時のコンクリートの品質は低く、コンクリート橋で造っていたら現代まで残らなかっただろうと予想し、明治末期における路線および橋梁形式の選定としては大変適切であったとの見解を示している。

### 旧橋の設計

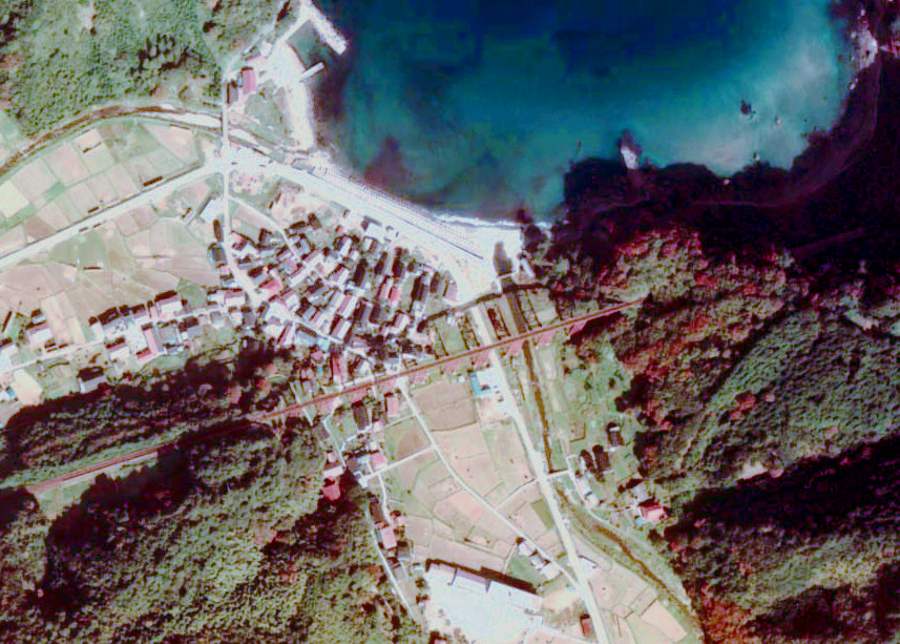
余部橋梁（旧橋梁）付近の空中写真（1976年、昭和51年撮影）。海岸沿いの住宅が並ぶ谷間に架橋されている様子が分かる。

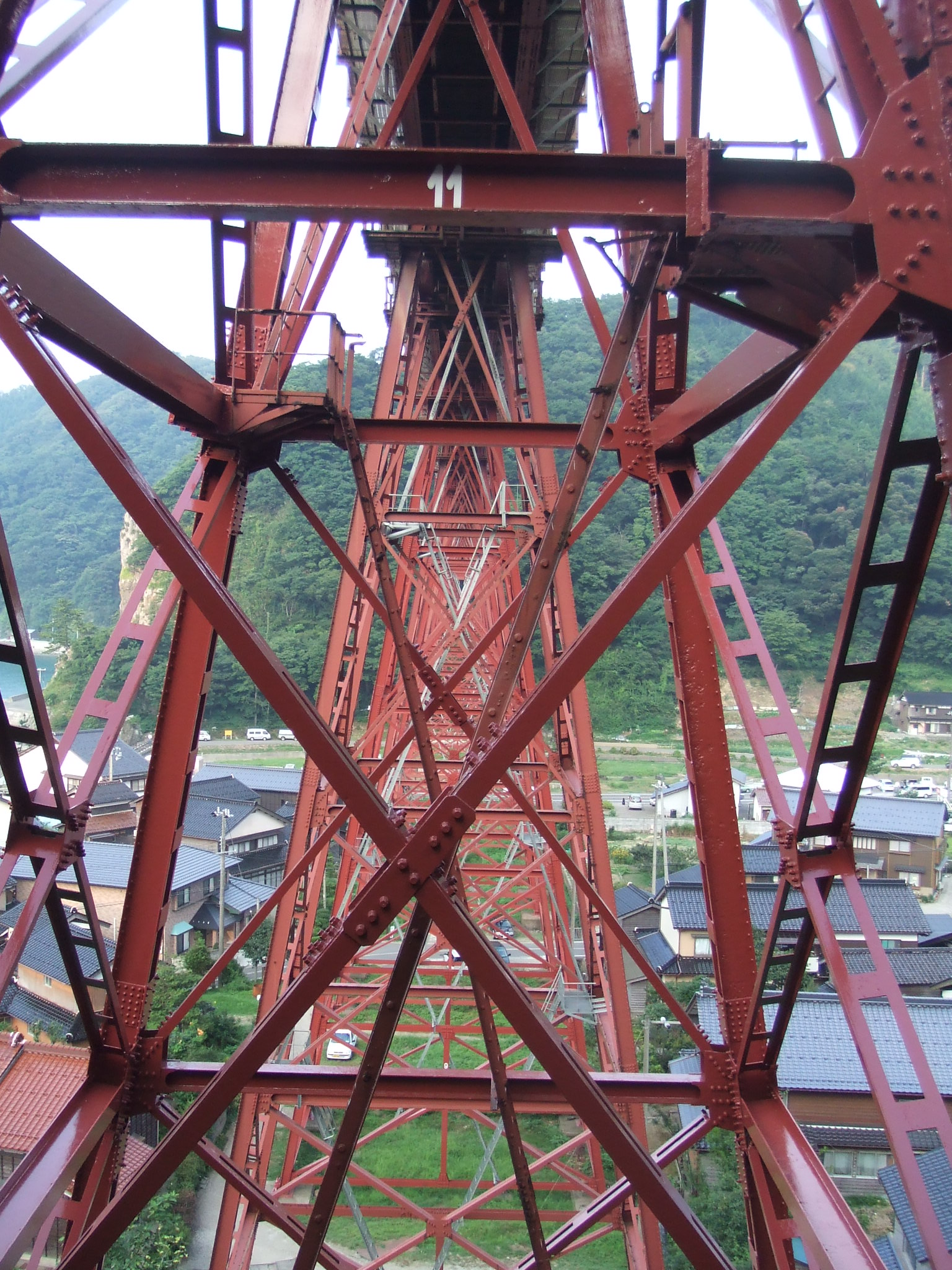
橋脚の鋼材の様子

橋梁の設計を指名されたのは皮肉にも、長大橋梁を回避するために内陸案を主張した古川晴一であった。古川は当初支間40フィート (12.192 m) で16基の橋脚を建設する設計案を作成した。1907年（明治40年）7月から1年間にわたり古川は欧米に出張し、橋梁建設が技術的に可能なことを確認し、アメリカ合衆国のフィラデルフィアで橋梁設計技師のポール・ウォルフェル (Paul L. Walfel) と設計案を相談した結果、橋脚の数は16基から11基に削減、橋脚の上に30フィート (9.144 m) の桁を、橋脚間に60フィート (18.288 m) の桁を架ける形態に変更された。設計上の活荷重はクーパーE33（軸重 15 t の車軸配置1D形テンダー機関車重連を想定）であった。古川が日本に帰国後、最終的に鋼製トレッスル橋梁案の採用を決定した。
合計11基ある橋脚は、起点の京都側（東側）から順に第1号 - 第11号と番号が振られている。ただし、この区間は山陰西線の一部として建設されたことから、建設中は山陰西線の起点米子側から数えられており、逆順の番号を振られていた。この記事では混乱を避けるために、一貫して開通以後の橋脚番号で説明する。橋脚のうち両端の第1号と第11号は山の斜面に掛かって短くなっており、残りの第2号から第10号までの9基の橋脚が余部の平地から建てられている。基礎から橋脚の上端までは 36.66 m あり、この上に 1.587 m の高さのある橋桁が載せられて、枕木やレールなどがさらに 0.37 m 入っている。余部を流れている長谷川の川底からレール面までは 41.45 m あり、一般に余部橋梁の高さとしてはこの値が知られている。第3号橋脚と第4号橋脚の間を長谷川が流れており、第4号橋脚と第5号橋脚の間を国道178号が通っていた。橋脚の主柱は幅15インチの溝形鋼を背中合わせに2本配置して、その間をカバープレートと綾材（レーシングバー）で結んだ構造になっている。線路直角方向の水平材は、幅10インチ（下3本）と8インチ（上3本）の溝形鋼を背中合わせに2本配置して綾材で結んでいる。線路平行方向の水平材は、3.5インチ×3インチの山形鋼4本を綾材で連結したもので、また斜材は同じ山形鋼2本を綾材で連結したものとなっている。全部で23連の橋桁が架けられ、全長は 310.59 m 、橋台面間長は 309.42 m となった。鋼材は合計 1,010 t 使われ、総建設費は331,536円であった。

### 旧橋の建設

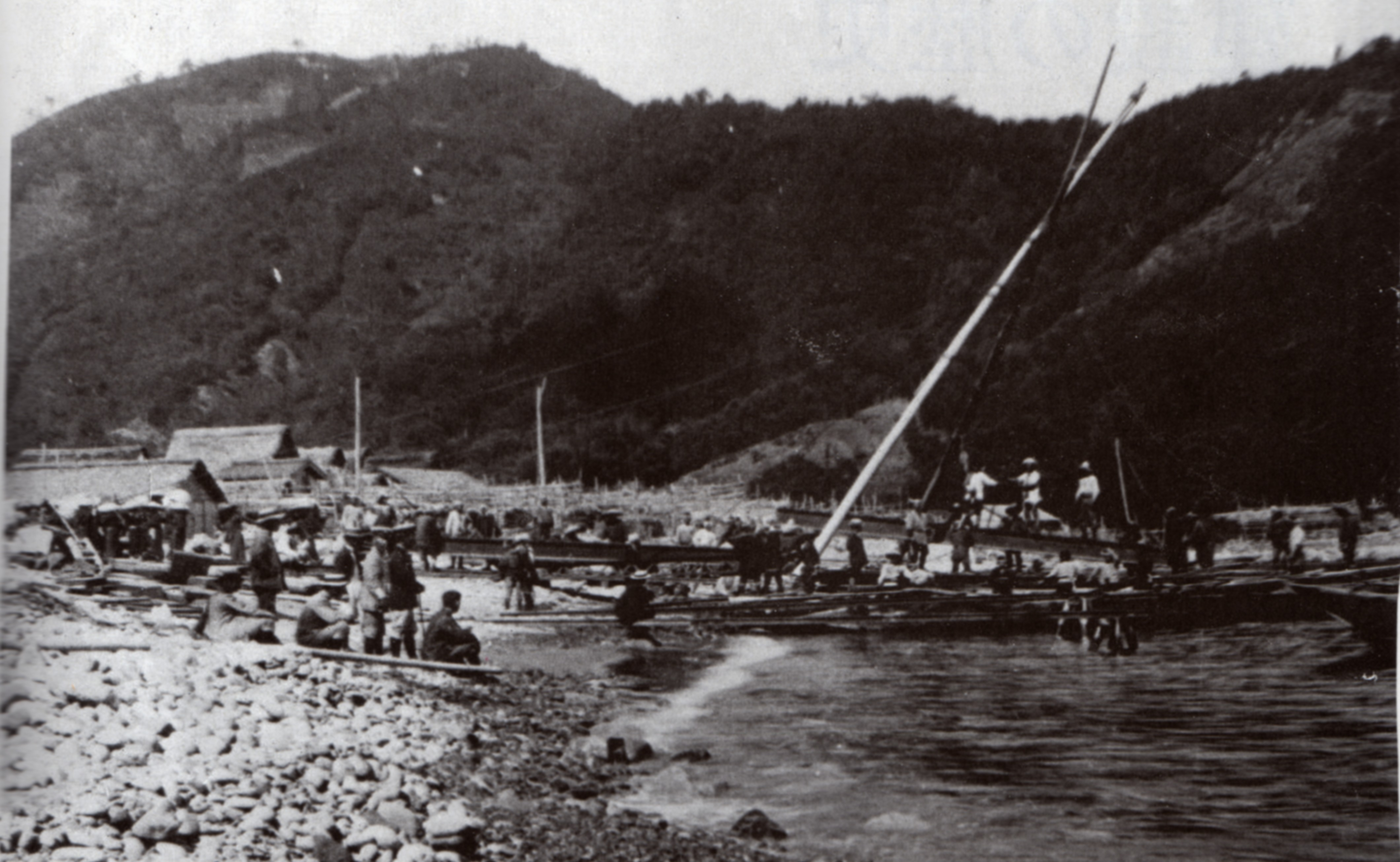
余部浜への橋脚資材陸揚げ作業

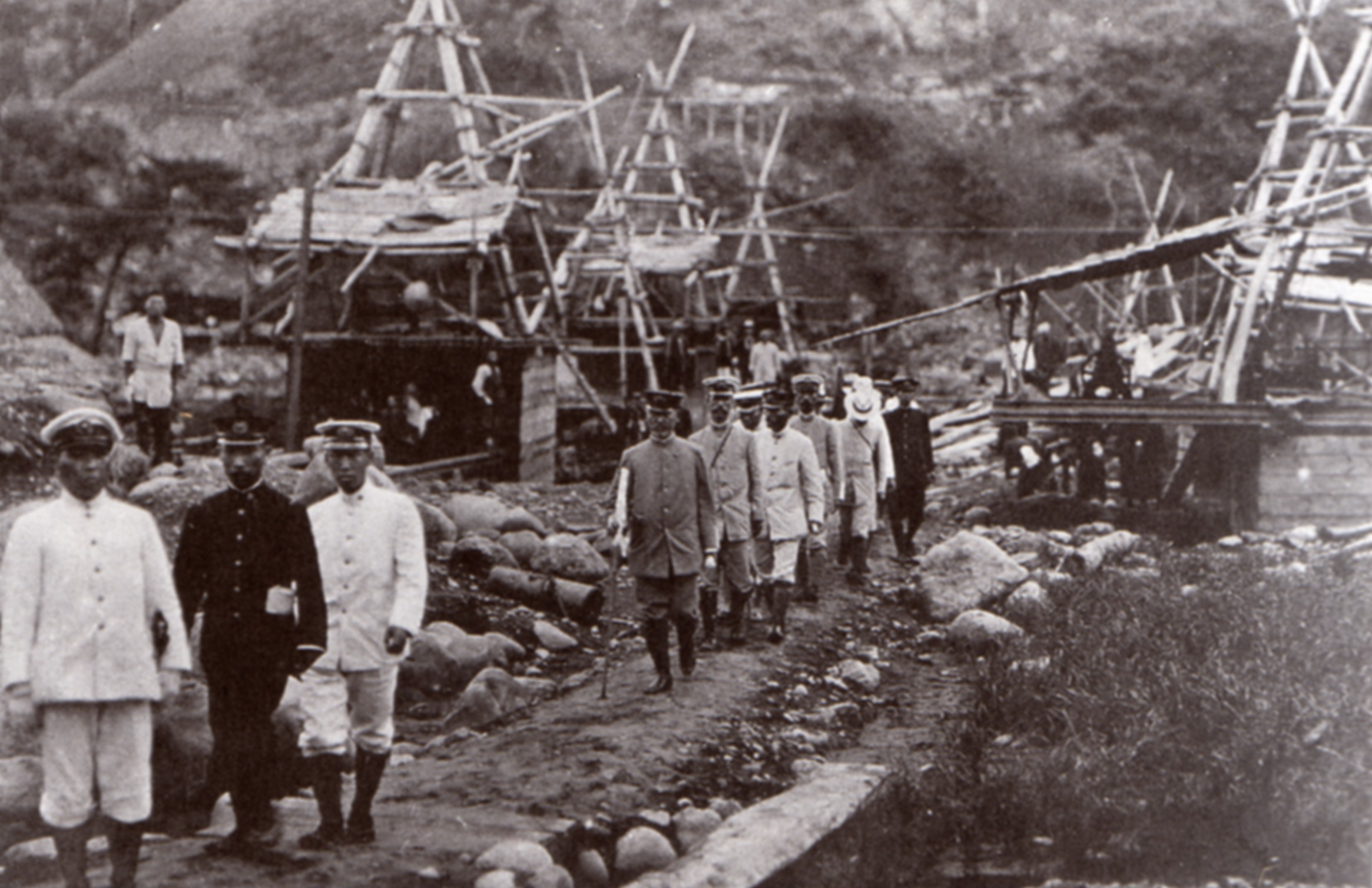
建設現場を視察する後藤新平鉄道院総裁（左から4人目）

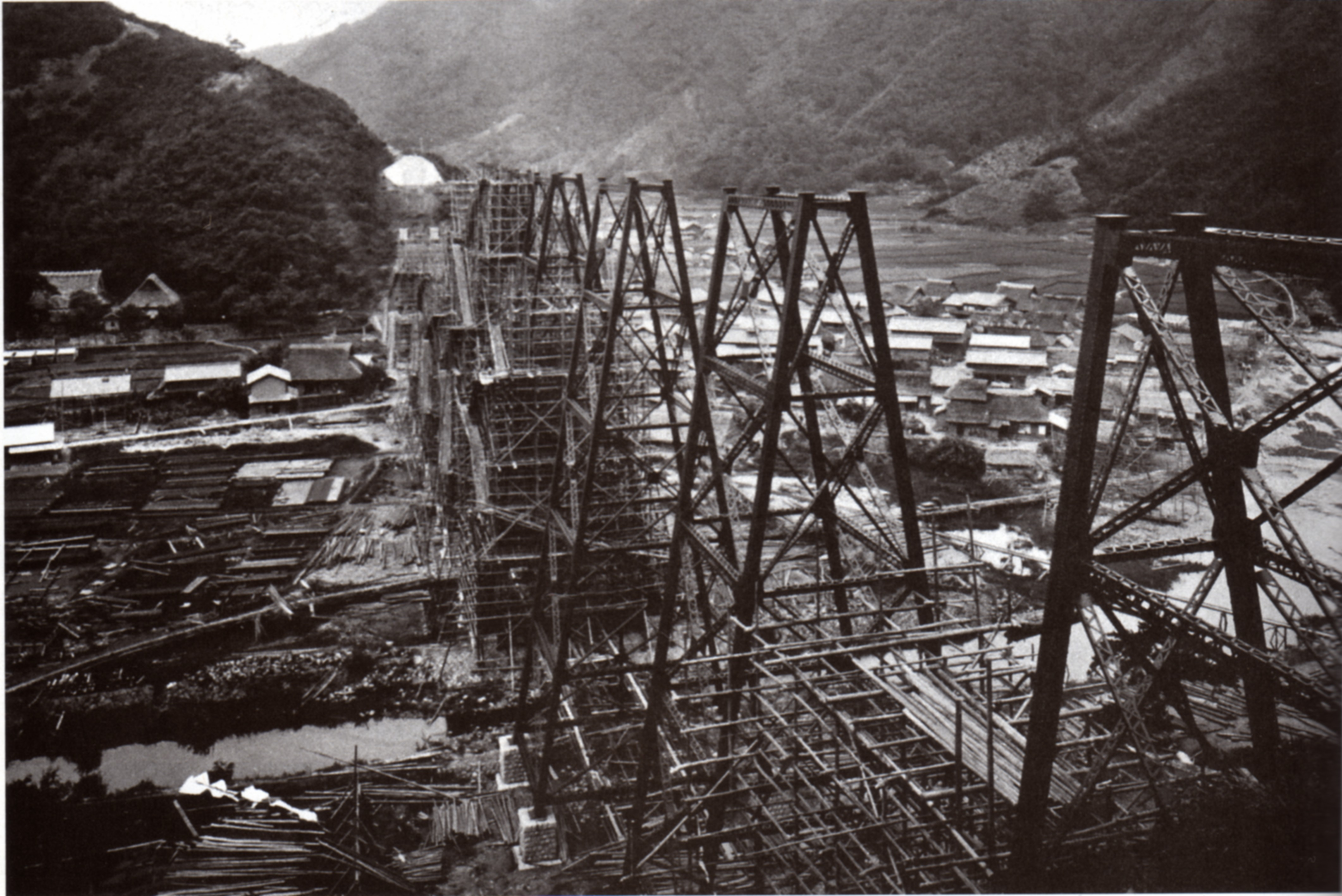
東側から見たトレッスル組み立て現場

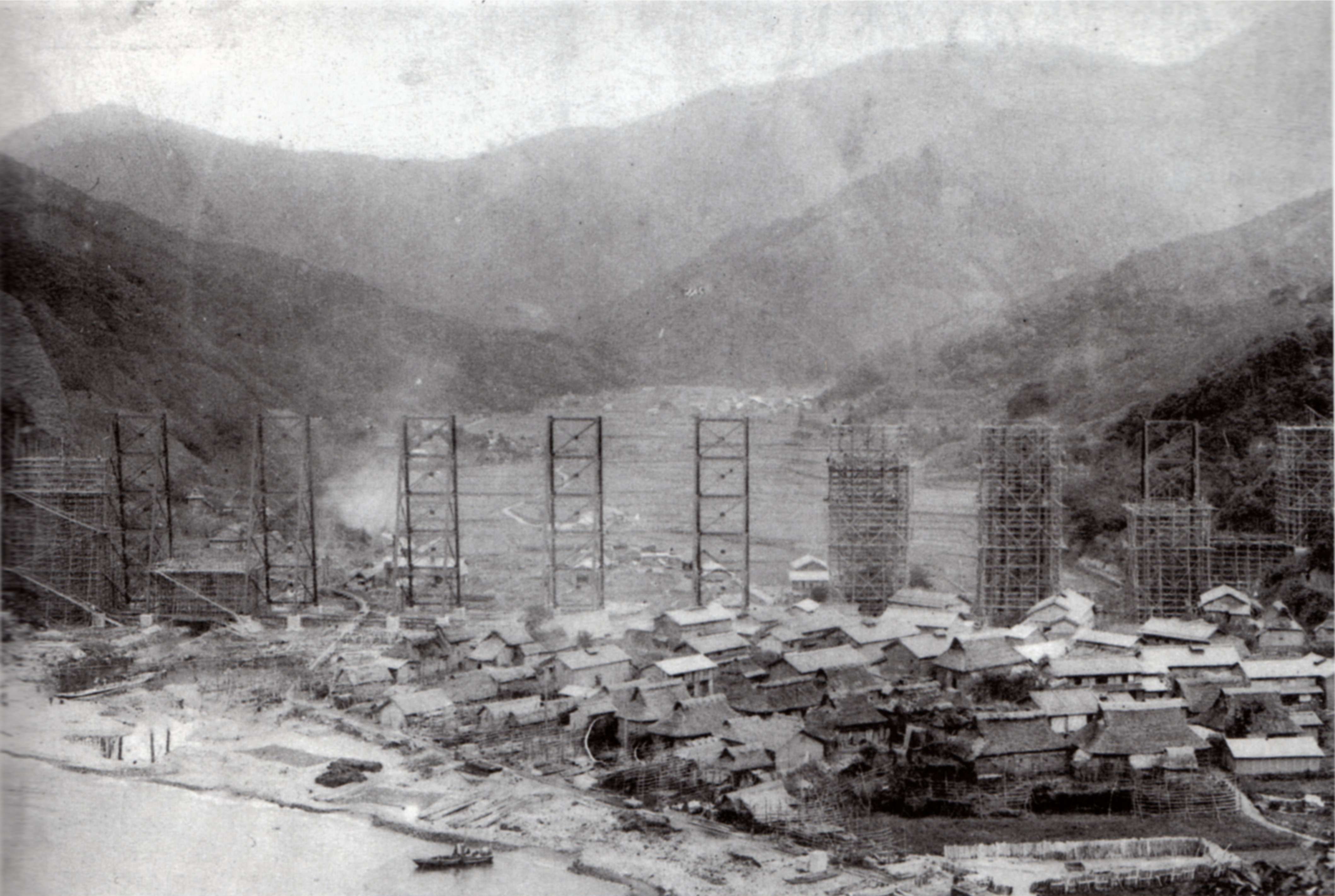
海側から見たトレッスル組み立て現場

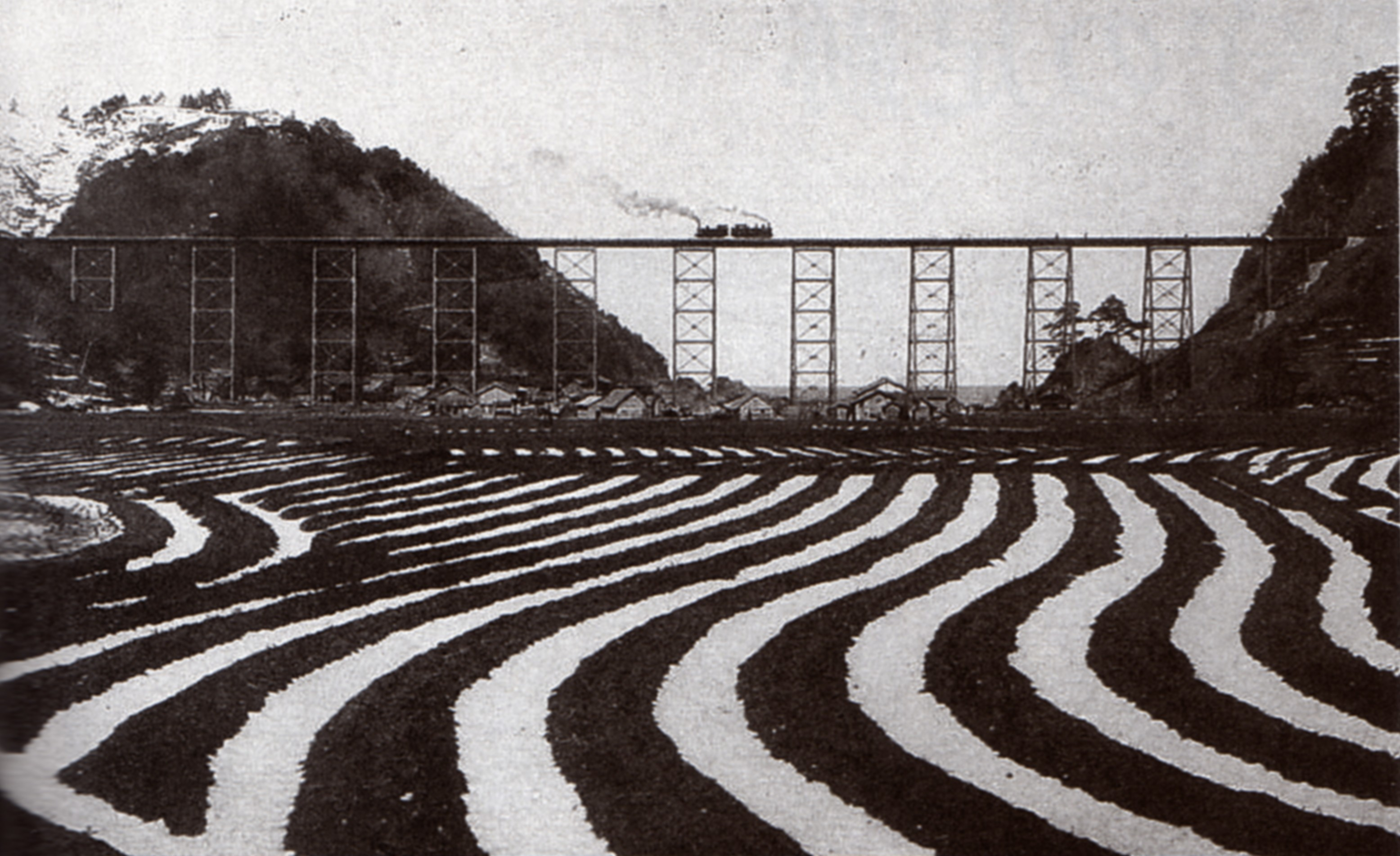
1912年1月28日、初めての試運転列車

橋梁建設に当たって、まず1909年（明治42年）3月から現地での地質調査が行われた。その後鉄道工業により同年12月16日から基礎工事が行われた。基礎工事には箱枠工法が用いられ、複雑な地層と埋没していた木や石により箱枠沈下には大きな困難が伴った。海岸に近いこともあり掘削すると水が噴出し、現場監督を務めた岡村信三郎は潜水服を着て基礎の状況を調べなければならない状況であった。5号と6号の橋脚間からは真水が吹き出したため、井戸にして集落に供用された。最下層にはコンクリートを打ち、その上に近くの村から切り出した石を積み上げて橋脚の基礎構造を造った。この石積みの基礎はその後の補強工事でコンクリートによる巻き立てが行われた。また、第9号・第10号橋脚については沼地であったため地盤が軟弱であり、長さ 5.5 m の松杭を主塔1つあたり25本、橋脚1つあたりで100本打ち込んで、その上にコンクリート基礎を築いている。基礎工事には1年7か月掛かり、1911年（明治44年）6月15日に完成した。基礎工事の費用は85,124円であった。
橋脚の鋼材 652.496 t およびアンカーボルト 12.72 t は、アメリカ合衆国のセイルブレーザが請け負ってアメリカン・ブリッジのペンコイド工場で製作された。九州の門司港に運ばれた橋脚は、汽船「弓張丸」に積み替えられて余部沖に運ばれ、1910年（明治43年）8月に陸揚げされた。1つでも部材を海に落としてしまうと再度アメリカからの取り寄せになってしまい、工期に大幅な遅れが生じてしまうことから、陸揚げ作業は慎重に行われ、無事に完了した。到着後、航海中に生じた錆を落とすなどの整備作業が実施された。リベットを打つための空気圧搾機の整備と合わせて実施されて、費用は834円であった。また事前に錆から鋼材を保護するためのペイント作業が行われ、橋脚4,375坪（約 14,463 m2）、橋桁1,367坪（約 4,519 m2）の塗装面積に対して下塗り2回、組み立て後の上塗り1回の塗装を行った。塗装の費用は13,440円であった。
橋脚の組立作業は鉄道院の直轄工事として行われ、下請けとして大阪の上州屋が鳶作業を請け負った。1911年（明治44年）5月から橋脚の組立作業が始まり、東側の第1号から順に、10月上旬までの約5か月間で組立作業が行われた。橋脚1基につき約2,300本の丸太を使った足場を高さ 45 m まで組み上げて、その上でトレッスルのリベット打ち作業が行われた。橋脚には約49,800本のリベットが使われている。足場の建設から解体まで、橋脚1基につき約40日かかり、同時に3基から5基程度の橋脚を並行して作業を行った。橋脚の材料費を含め、リベット打ち作業は含めずに総工費は132,828円であった。
橋桁については、ドイツのグーテホフヌングスヒュッテ（Gutehoffnungshütte）製の輸入鋼材から石川島造船所（現在のIHI）によって製作され、1911年（明治44年）9月に神戸より工事列車により陸送された。本体が 305.59 t, 付属の橋側歩道 33.84 t, 高欄用ガス管 5.31 t であった。鎧駅の構内で約17,200本のリベットを打って組み立てが行われた。リベット打ちの費用は、橋脚のものと合わせて12,922円であった。10月下旬、11月下旬、12月下旬の3回に分けて、カンチレバー工法で橋桁の架設が行われた。橋脚間にも仮設の足場を設けて、足場の間にレールを渡し、これが橋桁の重量を支える形で架設作業を行った。橋脚上の橋桁は、橋脚最上段に仮設足場を設けて架設作業を行った。架設を終えた後、脇の歩行者用通路および欄干の取り付けを行い、枕木や軌道の敷設を実施した。橋桁の材料費を含めて、総工費は80,121円であった。
完成までには33万円を超える巨費と、延べ25万人を超える人員が投入された。大変危険な工事だったため、現場の工事を指揮した岡村信三郎技師には2万円もの生命保険が掛けられていた。この危険な作業のために人夫には高い賃金が支払われ、余部の村は架橋ブームに沸いた。架橋工事中には転落事故で2名が亡くなり、他に83名の負傷者が出た。また工事には、請負業者が連れてきた朝鮮人の人夫が参加していた。これは、明治32年勅令352号により中国人の日本国内での単純労働は禁止されていたのに対し、日朝修好条規により朝鮮人の単純労働は認められていたことの影響があり、慣習の違いなどの問題はあっても、食事さえたくさん与えればよく働くとして工事業者からは重宝がられていたという。工事中の殉職者および病没者の招魂碑が、久谷駅近くの八幡神社境内に建立されている。工事完了直前には、線路のバラスト敷設用の貨車が逸走して西側から橋を渡って事実上の「通り初め」をしてしまうという事故もあったが、既に工事資材が片付けられレールの締結も終えた時期であったので、橋の東側で停車して無事であった。
こうして1912年（明治45年）1月13日に工事が完成した。1月28日に初めての試運転列車が運転されたが、試運転がこの日に決められたのは、かつて修験道の経験のあった余部詰所の使用人の予言によるもので、天候の荒れがちな冬の山陰にもかかわらず、晴天の日に無事試運転を行うことができた。この試運転はC形タンク機関車の重連で行われ、1480形1484号（重量30.8英トン）と2100形2112号（重量 44.75英トン）が橋の上を速度を変えながら数回にわたって走行し、桁のたわみを測定した。3月1日に京都 - 出雲今市（現出雲市）間の山陰本線が全通した。

### 開通の影響
山陰本線が開通するまで、山陰方面へは舞鶴と境を結ぶ鉄道連絡船が運航されており、最初にこの航路を開設した阪鶴鉄道から国有化に伴い鉄道院が引き継いで、直営で阪鶴丸と第二阪鶴丸が就航していた。しかし山陰本線開通に伴い、3月31日限りでこの航路は廃止となり、船は他の航路へ転属した。それまで船舶乗り継ぎで京都駅 - 出雲今市駅間は24時間19分かかっていたが、開通後は直通列車で12時間49分に短縮され、ほぼ半減となった。また運賃も3等で4円61銭であったのが2円84銭と大きく低減された。それまで遅れていた日本海側の交通機関の整備の一大画期となり、当時の内閣総理大臣西園寺公望も開通式に際しての祝辞で「人文ト産業ト両ナガラ其ノ面目ヲ改メ（中略）山陰将来ノ殷盛期シテ待ツベキモノアラン」と述べている。
鉄道開通以前は山陰地方は境からの水運に大きく頼っていたが、山陰本線の開通と共に鉄道への転移が進み、折からの第一次世界大戦に伴う好況もあって、地域の産業と社会に大きな影響を与えた。まず出雲大社詣りや温泉での湯治などで東京や大阪から山陰地方への訪問客が増加するようになった。地元での産業も、1913年（大正2年）元旦の鳥取県内の新聞によれば、鳥取県から移出される貨物は、製紙原料が4倍、材木が3倍、綿布が2倍、和紙が1.3倍と大きく増加した。また当時ようやく鳥取県で導入が始まったところであった二十世紀梨の生産も、栽培面積が一挙に5倍に増加し、製糸原料となる蚕の繭の増産のため、餌を育てる桑畑も1.5倍に増加した。因伯牛のような特産肉牛の生産も増加し、大都市の市場をにらんで農林水産物の商品化が進んでいった。一方で大都市に対する安価な労働力の供給源ともなり、鉄道開通後は人口の増加率が鈍るようになった。京阪神で作られた商品の市場ともなっていったことから、『鳥取県史』では、第一次産業を主体とした後進的な県としての性格を強めることになったと記している。

### 保守作業
三方を山に囲まれ一方は海岸から近いという厳しい地形と、冬季は季節風や吹雪が吹き付ける環境であることから、完成3年後には早くも塗装作業が必要となり、5年後からは腐食した部品の交換が始められた。常時保守（塗装による腐食防止と劣化した小部品の交換などの補修）が必要であったため1917年（大正6年）から1965年（昭和40年）まで「鉄橋守」「橋守」「橋守工」と呼称される工事工手が常駐して維持管理を行っていた。この作業は「繕いケレン」（つくろいケレン）と呼ばれた。ケレンはクリーンがなまったものではないかとされている。鉄橋守は合計5人で、最初の2人は橋の塗料を供給した日本ペイントの社員が国鉄に雇われたもので、後の3人は地元余部からの採用であった。
第8号橋脚と第9号橋脚の間、鉄橋直下にはかつて橋守が詰めて作業用具などを保管する橋守詰所が置かれていた。また東側の東下谷トンネル入口には見張番所の小屋が存在していた。
錆を防ぐために用いられる塗装は年月とともに劣化し、塗膜に開いた穴から水分や塩分が侵入して鋼材を腐食するとともに、さらに塗膜の劣化を進行させる。繕いケレンではこうした塗膜の異常を早期発見し、その周辺の塗膜をトンカチ、スクレイパー、ウェスなどの工具で取り除いた上で、塗装をやり直すことで鋼材の腐食を防止していた。
しかし、第二次世界大戦中は資材不足や混乱した状況から保守が不十分となり老朽化が進んだ。終戦とともに、備蓄されていた錆止めペイントが一度に1,000缶支給され、橋守のみならず本区からの応援担当者もかけつけて、どうにか橋の腐食進行を食い止めた。
1950年代中盤から1970年代中盤にかけて計3次にわたる大規模修繕長期計画が実施された。まず1957年度（昭和32年度）から1964年度（昭和39年度）まで第1次5か年計画が実施され、線路方向水平材と副垂直材の取り替え410本を実施した。1963年度（昭和38年度）からは第2次5か年計画を実施し、斜材の山形鋼取り替えを行った。さらに1964年度（昭和39年度）からは線路直角方向水平部材の取り替えも始められた。
1968年度（昭和43年度）から第3次修繕8か年計画が開始され、水平材と斜材の全交換が1976年（昭和51年）までかけて実施された。2次部材は全て交換され、建設当初からの部品が残されているのは橋桁と、橋脚の主塔（垂直方向で桁を支えている柱）のみとなった。この取り替えにより、それまで溝形鋼や山形鋼で構成されていた水平材と斜材は、H形鋼に変更された。また塗料も防錆効果の高いものへの切り替えが進められ、当初の油性のものから塩基性クロム酸鉛やフタル酸樹脂塗料、さらには塩化ゴム系の塗料へと進歩してきた。
鉄橋守が置かれなくなった後も、潮風が吹きつける橋脚には防錆処理をするため4 - 5年に1度の周期で塗装作業が行われてきた。鉄道塗装（後に建設塗装工業と改称）が請け負って、1チーム20人ほどの作業班を作って、春から秋にかけての時期に足場や作業用ゴンドラなどを使用して塗装作業が繰り返されてきた。
こうした保守作業の結果、橋梁架け替えの検討に際して行われた健全性調査では、最も重要な主脚で断面欠損が最大で 12.5 % に留まり、基礎の状況も良好で、健全な状態であることが確認されていた。阪神・淡路大震災後の耐震基準に対しても、アンカーボルトの増設で満たすことができると判断されていた。
この厳しい環境を逆に利用し、鉄道総合技術研究所（鉄道総研）・JR西日本・日本鉄鋼連盟橋梁用鋼材研究会の共同研究で鋼材暴露試験が2003年から3年間にわたり行われ、旧橋梁の各部にワッペン試験片が貼り付けられ経過観察された。
保守経費の負担について、晩年は支柱・リベットが著しく腐食している（特に第4号橋脚）など橋梁構成部品の劣化が進行しており、2006年時点において年単位で約2300万円の修繕費が必要と余部鉄橋利活用検討会で試算されていた。

### 災害・戦争の影響
1927年（昭和2年）の北丹後地震では、余部橋梁の西側の築堤区間が崩壊し、また橋脚の一部が沈下するなどの被害を受けて、しばらくの間山陰本線が不通となった。
第二次世界大戦に際しては、資材不足で保守が滞るようになったが、一方で山陰本線の重要地点とみなされ、敵の攻撃に対する警戒が行われた。爆撃を恐れた軍部は、一時は若桜線を延伸させて余部橋梁を迂回する路線も計画した。1944年（昭和19年）には、陸軍が付近に監視哨を設置した。この監視哨に通信線を引くために電力が必要とされ、それまで桃観トンネルの工事のために設置された小規模な水力発電からのわずかの電力のみであった余部の村に、香住からの送電線が引かれて、戦時中にもかかわらず電化されるという副産物を生んだ。また1945年（昭和20年）になると、当時管轄していた運輸通信省大阪鉄道局から大鉄工業福知山支店に対して、鉄橋を敵の攻撃から守るための対策の検討依頼が行われた。鉄橋に迷彩を施し常緑樹を被せることで敵の目からカモフラージュするとともに、橋脚下部にコンクリートを巻き付けて補強する対策が検討された。列車通過時の振動によりコンクリートを打つ工事が難しいという問題の対策を検討しているときに終戦となり、こうした対策は実施されずに終わった。

### 餘部駅の設置
完成当時は餘部駅が存在していなかったため、近隣住民は最寄の鎧駅まで、列車の合間を縫って橋梁・トンネル・線路を歩いて向かっていた。特に余部村が香住町に合併してその一部となると、それまで余部にあった香住中学校の分校が本校に統合されてしまい、余部の中学生は毎日線路を歩いて通学しなければならないことになった。
1955年（昭和30年）から繰り返し陳情をした結果、1959年（昭和34年）1月に駅設置が決定された。駅までの道とプラットホームを造る材料とするため、地元の子どもたちが海岸から石を運び上げる作業を手伝った。1959年4月16日に餘部駅が橋のすぐ西隣に開業した。当初は通学時間帯のみの停車で、普通列車でもほとんどは通過していた。次第に停車列車は増えていき、1978年（昭和53年）10月のダイヤ改正で夜行列車以外の普通列車が全停車となり、1985年（昭和60年）3月のダイヤ改正で夜行普通列車「山陰」が廃止となったことにより、全ての普通列車が停車する駅となっている。

### 1960年代における橋梁に関する議論と結論
長年にわたり地道な保守作業が行われてきたが、老朽化の進む橋梁をこのまま利用し続けてよいのか検討作業も行われた。現在線で補強改良する案とルート変更案を比較し、橋梁案も9種類を作って比較検討を行った。その結果補強には1億5500万円から2億6600万円、別線には3億8800万円から5億1800万円かかると試算されたが、1965年（昭和40年）11月に、補強することでさらに30年以上の使用に耐えるとの結論が出され、補強改良案が採用された。

### 余部鉄橋列車転落事故

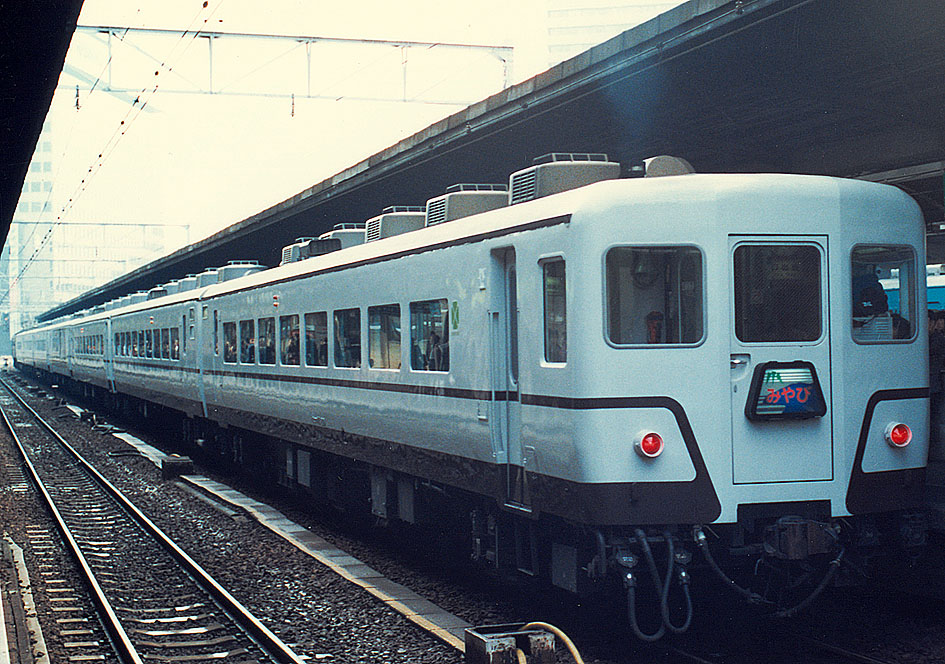
事故以前に撮影された「みやび」

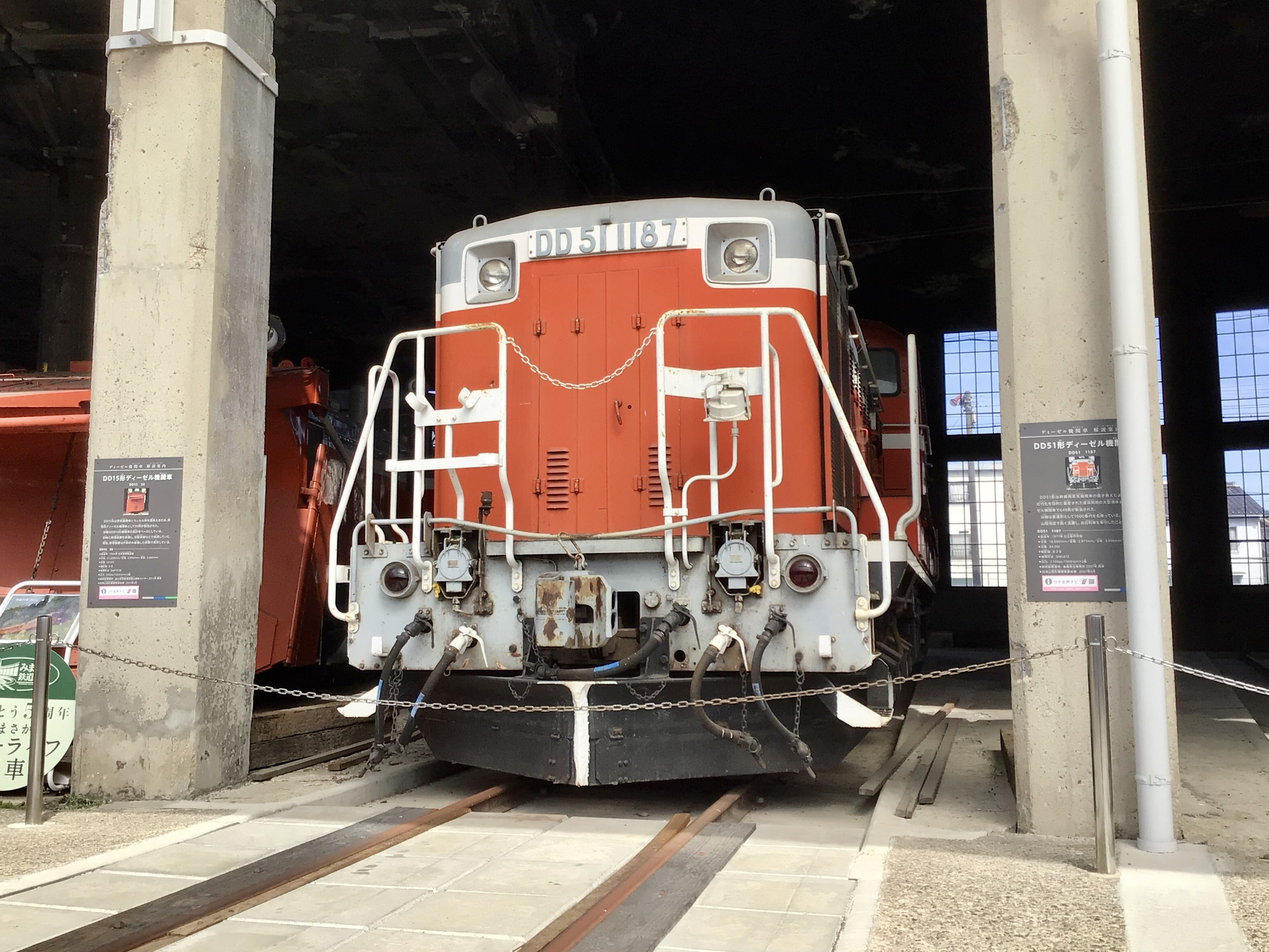
事故列車を牽引していたDD51形1187号機
（津山まなびの鉄道館 保存車両）

1986年（昭和61年）12月28日13時25分頃、香住駅より浜坂駅へ回送中であったお座敷列車「みやび」（DD51形1187号機牽引）が、橋梁中央部を通過中に日本海からの最大風速約 33 m/s の突風にあおられ、「みやび」の全車両が台車の一部を残して転落した。転落した客車は橋梁の真下にあった水産加工工場と民家を直撃し、工場が全壊、民家が半壊した。回送列車であったため乗客はいなかったが、工場の従業員の女性5名と列車に乗務していた車掌1名の計6名が死亡、客車内にいた日本食堂の車内販売員3名と工場の従業員3名の計6名が重傷を負った。なお、重量のある機関車が転落を免れたことと、民家の住民が留守であったことで機関士と民家の住民は無事だった。しかし、事故後に機関士の上司である豊岡運転区長が自殺した。
この橋梁からの列車の転落は、橋の完成以来初めての惨事だった。国鉄の記録では、風による列車脱線事故は全国で当時16件あり、そのうち鉄橋からの転落による事故は3件で、そのうち死傷者が発生したのは1899年（明治32年）10月7日に日本鉄道（現在の東北本線）矢板駅 - 野崎駅間箒川橋梁からの客車の転落で20人が死亡、45人が負傷した箒川鉄橋列車転落事故以来、87年ぶりのことであった。
風速25 m/s以上を示す警報装置が事前に2回作動していたが、1回目の警報では指令室が香住駅に問い合わせたところ「風速20 m/s前後で異常なし」と報告を受けたため、その時間帯に列車がなかったこともあって様子を見ることになった。2回目の警報では、列車に停止を指示する特殊信号機を作動させても間に合わないという理由で、列車を停止させなかった。このような経緯により、強風の吹く鉄橋に列車が進入する結果となった。
事故後、延べ344人の作業員を動員して枕木220本とレール175 mの取り替えを行い、事故の遺族からの運転再開容認を12月31日10時30分に取り付けて、同日15時9分に事故以来初となる列車が鉄橋を通過した。
1987年（昭和62年）2月9日、松本嘉司東京大学教授を委員長として「余部事故技術調査委員会」が発足し、国鉄分割民営化後の1988年（昭和63年）2月5日に調査報告書がまとめられた。調査では、橋に取り付けられていた2台の風速計のうち1台が故障しており、もう1台も精度が落ちていたことが判明した。また風速計による警報が出た後に、指令員の判断を介して列車に停止の指示をする仕組みであったことも問題視され、自動的に停止の指示を出せる仕組みにするべきであるとされた。報告書では当時の最大瞬間風速を35 - 45 m/sと推定し、車両の転覆限界風速は約32 m/sであったと推定している。これらにより、車両転覆の直接の原因は転覆限界風速を超える横風によるものと結論づけられた。
一方、当時吹いていた風速33 m/sでは計算上は客車が転覆することはなく、また橋の上のレールが風の向きとは逆に海側に曲がっていたことを指摘して、事故の本当の原因は客車に対する直接の風圧ではないとの主張もある。それによれば、昭和40年代の補強工事で縦横の剛性比の考慮を欠いたまま水平方向の部材のみを強化してバランスを崩し、また橋脚の基礎をコンクリートで巻き立てたために主塔の撓み量が減少して、風によるフラッター現象を起こしやすくなっていた。そして、当時の強風によってフラッター現象を起こしていた橋に列車が進入した結果、機関車が蛇行動を起こしてレールに歪みを生じ、両端の客車に比べて軽かった中央付近の客車が脱線して、両端の客車を引きずるように転落に至ったのが本当の事故原因であるとしている。この主張は他の書籍などでも紹介されることがあるが、指令員の責任を追及した刑事裁判でも、事故の調査報告書でも一切触れられていない。
1988年（昭和63年）5月から運行基準が見直され、風速20 m/s以上で香住駅 - 浜坂駅間の運転を見合わせ、バス代行とするよう規制を強化することになった。列車を停止させなかった責任を問われた福知山指令室の指令長および指令員の計3名に対しては、1993年（平成5年）に神戸地方裁判所より禁錮2年から2年6か月の執行猶予付き有罪判決が下され、確定した。
1988年（昭和63年）10月23日、事故現場に慰霊碑が建立された。また、事故後の毎年12月28日には法要が営まれてきたが、2010年（平成22年）が25回忌の節目となったことと、新橋への切り替えが行われたことから同年12月28日に遺族会により行われた合同法要が最後となった。

### 鉄橋に関する負の部分
旧橋梁が影響を及ぼした負の部分も存在した。 

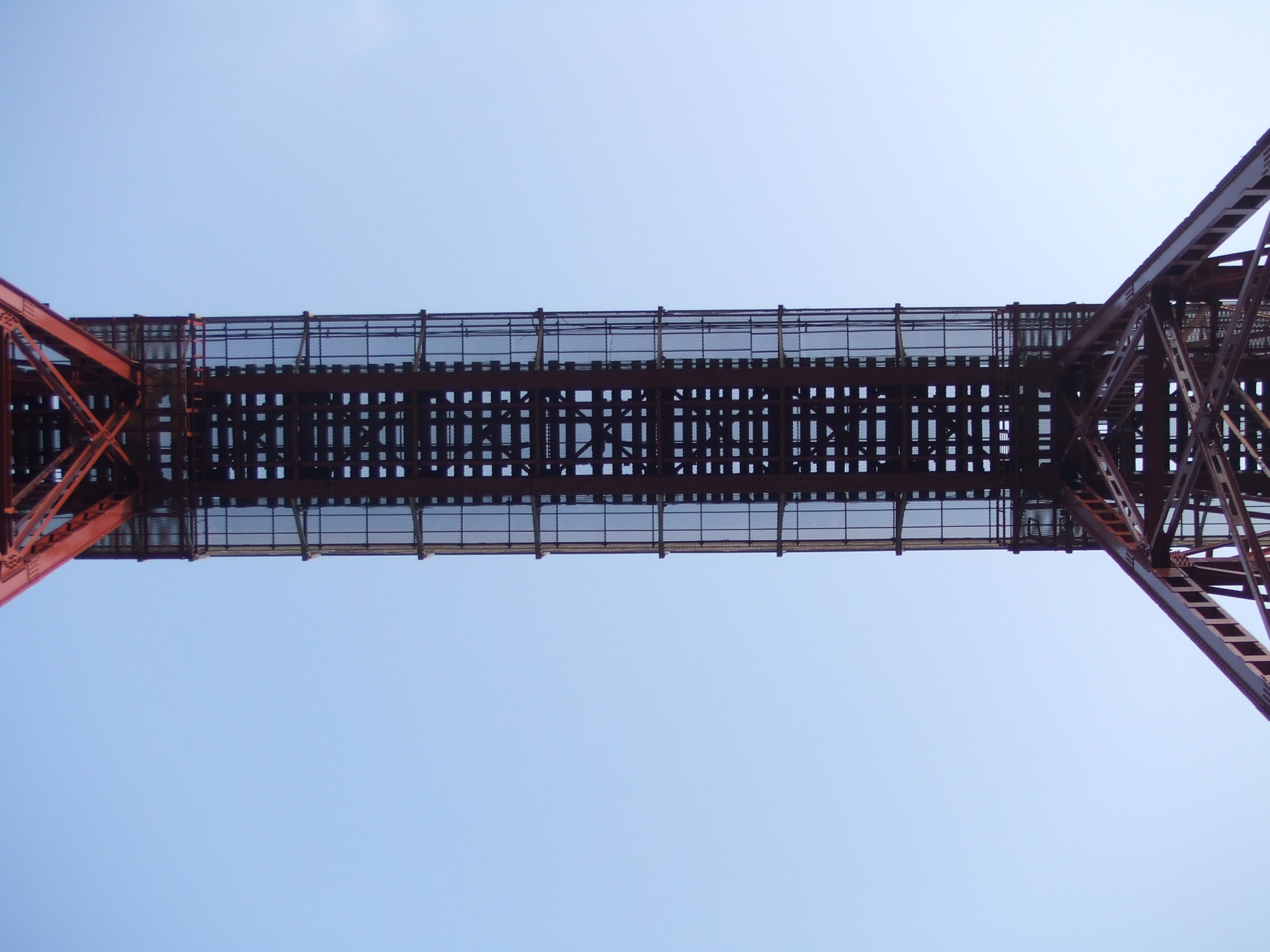
橋の下からの様子。落下防止の金網が見える（2006年8月15日）。

橋梁直下の地元住民は、列車通過時の騒音のほか、様々な落下物・飛来物に悩まされていた。例としてボルト・ナットやリベット、鉄粉などの鉄道部品やその派生物、雨水、つらら、氷の塊、雪庇、さらにガラスや空き缶、列車便所からの糞尿（これが原因で1955年に橋梁下住民が赤痢に集団感染した）、さらに自殺者もおり、また降ってくる線路・鉄橋の錆が車を傷めるなどの不安や苦労を抱えたまま生活していた。鉄橋には一時期まで小物の落下防止の金網はなく、対策用の転落防止柵も低かった。
列車の運行に関しても、冬場に列車が鉄橋を渡る際に開いていた窓から突風が吹き込み、閉じていた窓ガラスが内側から割れて落下する事例が何度もあったり、前述の列車転落事故やそれによる風速規制強化により、定時性が大きく低下して鉄道輸送の不安定さが目立つようになった（後述）。
橋を架け替えるにしても、その後の鉄橋について、橋脚・橋桁の残し方によって構造的な不安があること、新・旧橋梁が並列に建設された場合における風や振動による悪影響の発生、後世にわたる高額な維持管理費の負担などの可能性があると懸念された。
これらの要因から、地元住民の中には鉄橋を「負の遺産」と考える者もおり、橋梁直下にある浜自治会の意向としては「新橋梁への架け替え」と「旧橋梁の全面撤去」を希望する意見に傾倒していた時期もあった。

### 保存の議論と進展

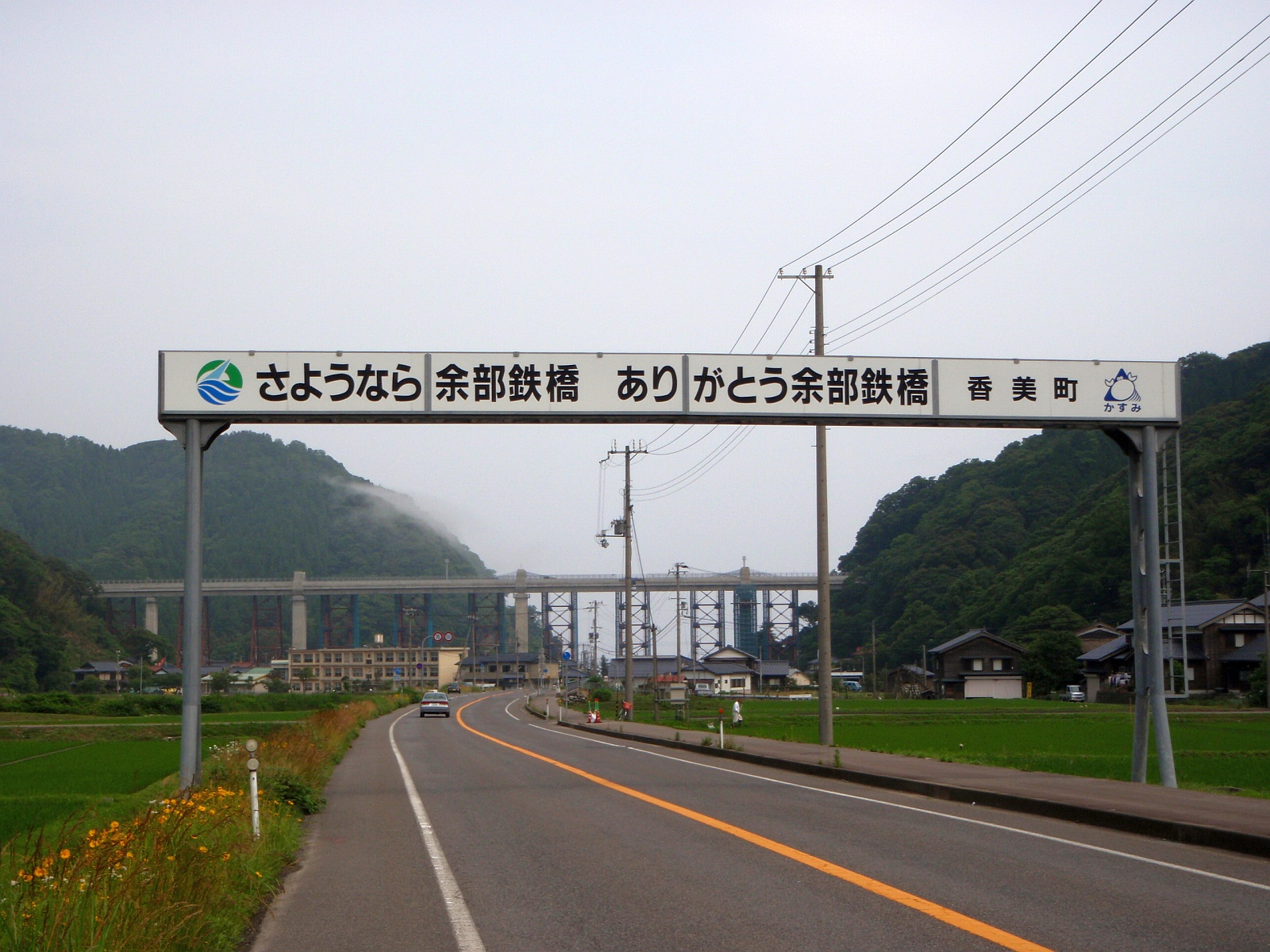
地元自治体により設置された惜別看板

列車転落事故後に風速規制が強化されたことから運休や遅延が相次ぐようになり、その対策として防風柵の設置が検討されたが長期的な安全性を考慮して架け替え案が採用されることになった（詳細は後述）。架け替え後の旧橋梁の処遇については、近代土木遺産としての価値があることや、余部橋梁の雄姿と事故の教訓を何らかの形で後世に伝えていくことが求められ、架け替え前の段階から、一部を取り壊さずに残す構想や、記念館を建設する案が出され、地元自治体などでつくる余部鉄橋利活用検討会が設けられ議題となっていた。
地元住民の中には旧橋梁を保存することについては否定的な見解を持つ人、観光客のモラル低下や列車転落事故の記憶から「静かにしておいてほしい」と考えている人、安全面の不安から保存に反対している人もいた。その一方で、同じ余部地区住民でも橋梁から少し離れた場所では「昔からある風景がなくなるのは寂しい」と惜別の声も上がっていた。
橋脚保存について、現位置での望ましい残し方を4パターンに絞って様々な観点から検討された結果、兵庫県は2009年（平成21年）3月に餘部駅寄りの3本の橋脚・桁を残すパターンを採用すると発表。さらにその部分を利用して鉄橋展望台「空の駅」として保存活用することや、地域資源の特性に応じた5つのゾーンを設定し、鉄橋記念施設、道の駅、自由広場、水辺公園、散策路などを整備して余部鉄橋の物語を継承していくことや、地域活性化を図る方針を併せて発表した。この「空の駅」は、2013年5月3日から供用開始された。空の駅に関しては空の駅、観光資源としての側面も参照。

### 空の駅

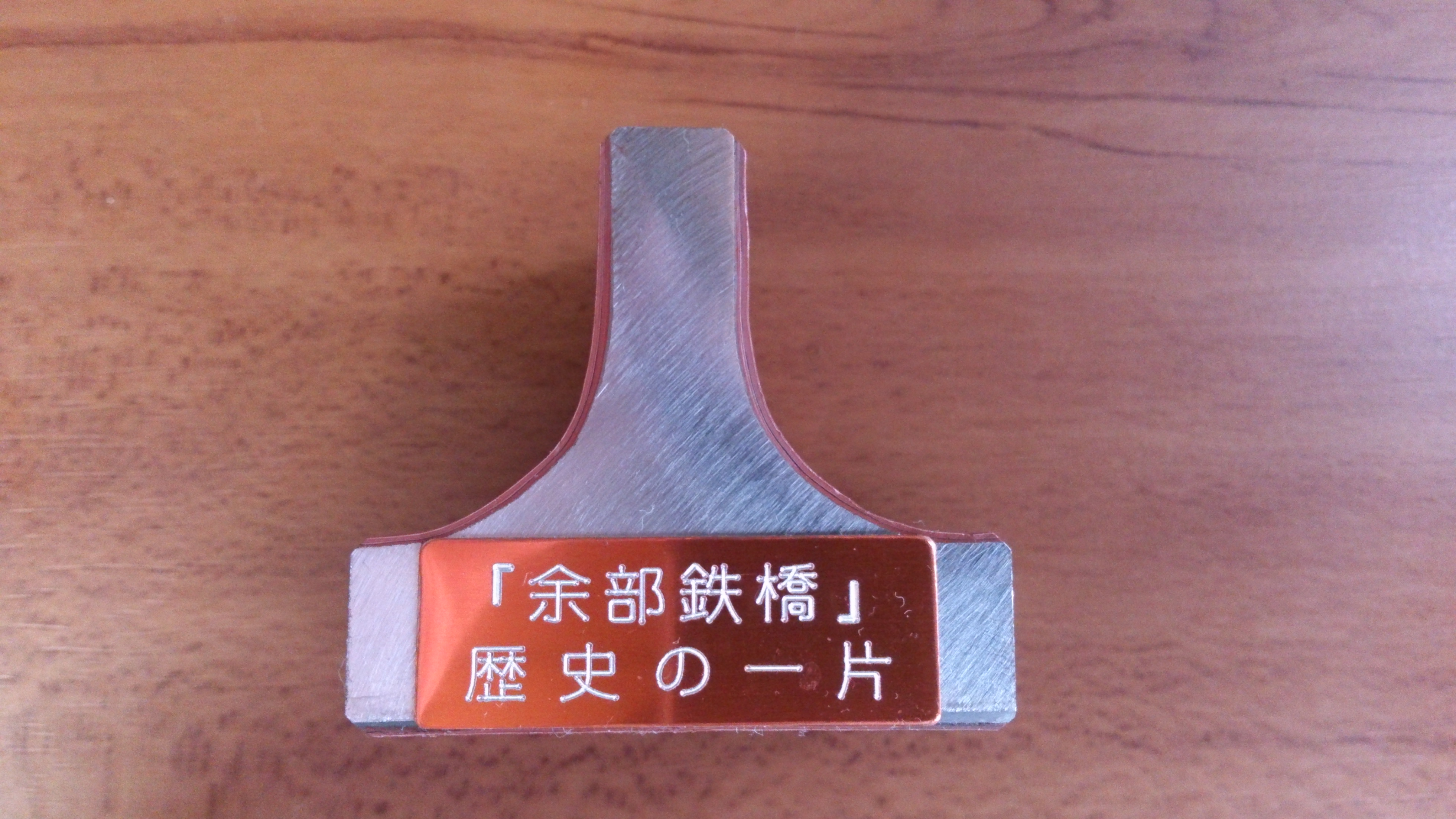
文鎮に加工された旧余部鉄橋

新橋梁に切り替えたのち、旧余部橋梁を保存すべきかどうかについては議論のあるところであったが、検討の結果、維持費や落下物の危険性などが少ない、餘部駅側の橋脚3本を残す方針が決定された。これが兵庫県が主体となって整備した展望施設「余部鉄橋「空の駅」」である。全体が残された橋脚3本の他に、一部の橋脚を低層部だけ残す構造となった。撤去された橋脚部材の一部で文鎮が作られ、土産物屋などで販売されている。
展望施設は、「余部鉄橋の物語を継承する空間整備」を基本方針として設計された。腐食箇所などを調査の上で必要な補修を行い、レベル2の地震動にまで耐えうる設計とした。展望施設部分は幅 3 m, 奥行き 68 m で、海側にベンチを設置し、また床板の2か所にガラス窓を設置して下を覗けるようにした。展望施設先端部のフェンスの向こうに、14 m だけ旧軌道をそのまま残した部分がある。展望施設へのアプローチは、餘部駅プラットホームの裏側に、旧橋梁時代のレールや枕木をそのまま残した構造である。橋脚の下部には付随する公園施設が整備されている。
設計はオリエンタルコンサルタンツが2011年2月から9月にかけて実施した。工事は2012年3月から2013年4月までかけて、総工費5億5000万円をかけて株本建設工業が施工した。展望施設は2013年5月3日に供用開始された。
展望デッキは地上からの高さ41メートルで、道の駅あまるべからガラス張りエレベーター「余部クリスタルタワー」で上がることができ、入場無料である。

## コンクリート橋（2010年 - ）

### 現橋梁概要
現橋梁は2007年3月29日着工、2010年8月11日に切り替え工事が完成し、同年8月12日に開通した。総事業費は30億円。架設位置は旧橋梁よりも約 7 m 南側（内陸側）で、これに伴い、餘部駅のホーム位置が従来線路の南側にあったものが北側に変更された。橋梁の構造はプレストレスト・コンクリート製のエクストラドーズド形式を用いており、上部は桁上高さ 5 m の主塔から張られた斜材が桁を吊っており、下部は橋脚4基と橋台2基で構成。旧橋梁時代に問題視されていた部分において、高さ 1.7 m の透明アクリル製防風壁を整備して風速 30 m/s まで運行可能となったことで定時性確保・向上を図り、コンクリート製となり橋梁上にバラストも敷かれたため騒音も大きく軽減され、落下物に関しては20年確率での積雪量を想定した貯雪スペースを設けた構造にして橋下への落雪を防止するなどの各種対策が施されている。
デザインは「直線で構成されたシンプルな美しさ」「風景にとけ込む透明感」が魅力的な部分であり、旧橋梁の印象を取り入れて薄い橋桁にするなど、細く直線的な印象を継承するように設計された。

### 架け替えの議論と進展

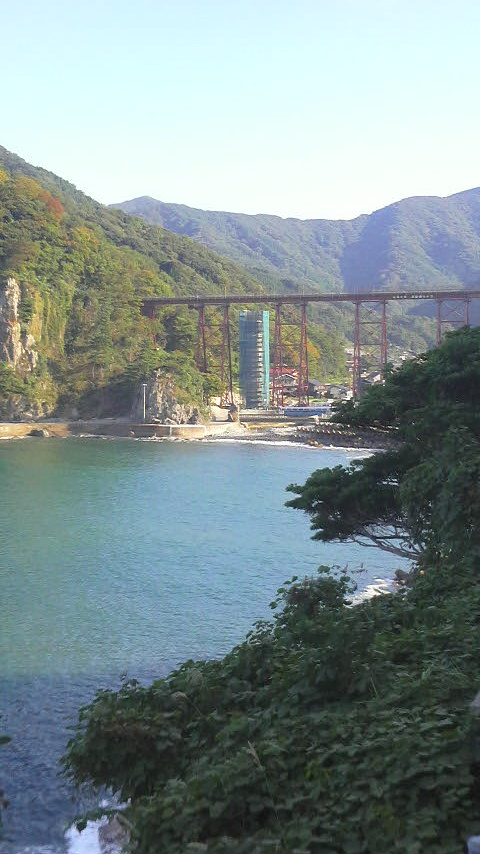
工事中、旧橋の中に新橋の橋脚が現れ始めた段階の情景

余部橋梁の架け替えは1960年代に検討され、結論として旧橋梁の補強改良案が採用されたことで、以降は保守・補強作業に留まっていた（前述）。
列車転落事故後は風速規制を 25 m/s から 20 m/s に強化したことで運休や遅延が度々発生し、1994年 - 2003年にかけての年間平均値で、列車抑止120回、運休84本、特に冬季に発生し、沿線地域の通勤・通学や経済活動に大きな影響が出ていたことから、これらの不具合解消を目的として1991年（平成3年）3月に鳥取県や兵庫県をはじめとする地元自治体などで組織する「余部鉄橋対策協議会」（会長・井戸敏三兵庫県知事）が設立され、取り組みを開始した。対策案としてバイパス新線建設が検討されたが、既設駅移転や事業費が多額となる面から見送られた。別案として旧橋梁への防風壁設置が1994年（平成6年）3月から検討され、風洞実験などから補強した防風壁は強風に対応可能であることが確認されたが、旧橋梁の老朽化もあって長期的に安全性を確実に担保することが難しいことから見送られ、JR西日本側から地元に対して2001年（平成13年）11月22日に新橋梁の建設が提案された。
2002年（平成14年）7月25日に開かれた余部鉄橋対策協議会の臨時総会で、地元側は架け替え推進の方針を決定した。同年12月に「余部鉄橋定時性確保のための新橋梁検討会」（座長: 松本勝京都大学教授）を設置して、大学教授、JR西日本、鉄道総研、地元の関係者などが新橋梁に対しての各種案件の検討を行った。その結果として経済性が高く運休期間が比較的短期で済む「PCラーメン橋」案で評価がまとめられた提言書が2003年（平成15年）9月1日に兵庫県知事に向けて提出された。
新橋梁の構造設計は、ジェイアール西日本コンサルタンツが担当した。その検討の結果、PCラーメン橋では桁高が大きくなることが判明し、余部鉄橋対策協議会での検討も受けて、2005年（平成17年）3月に最終的に採用された構造形式は「エクストラドーズドPC橋」（エクストラドーズド5径間連続PC箱桁）となった。
鳥取県議会は寝台特急「出雲」が2006年（平成18年）に廃止されたことに関連して、橋梁架け替えへの資金提供をやめる可能性も表明していたが、結果的に3億2000万円の助成を行った。
総事業費約30億円のうち、2割の6億円をJR西日本が負担し、残りの24億円のうち鳥取県側は4.8億円、兵庫県側は19.2億円を負担した。

### 新橋の設計

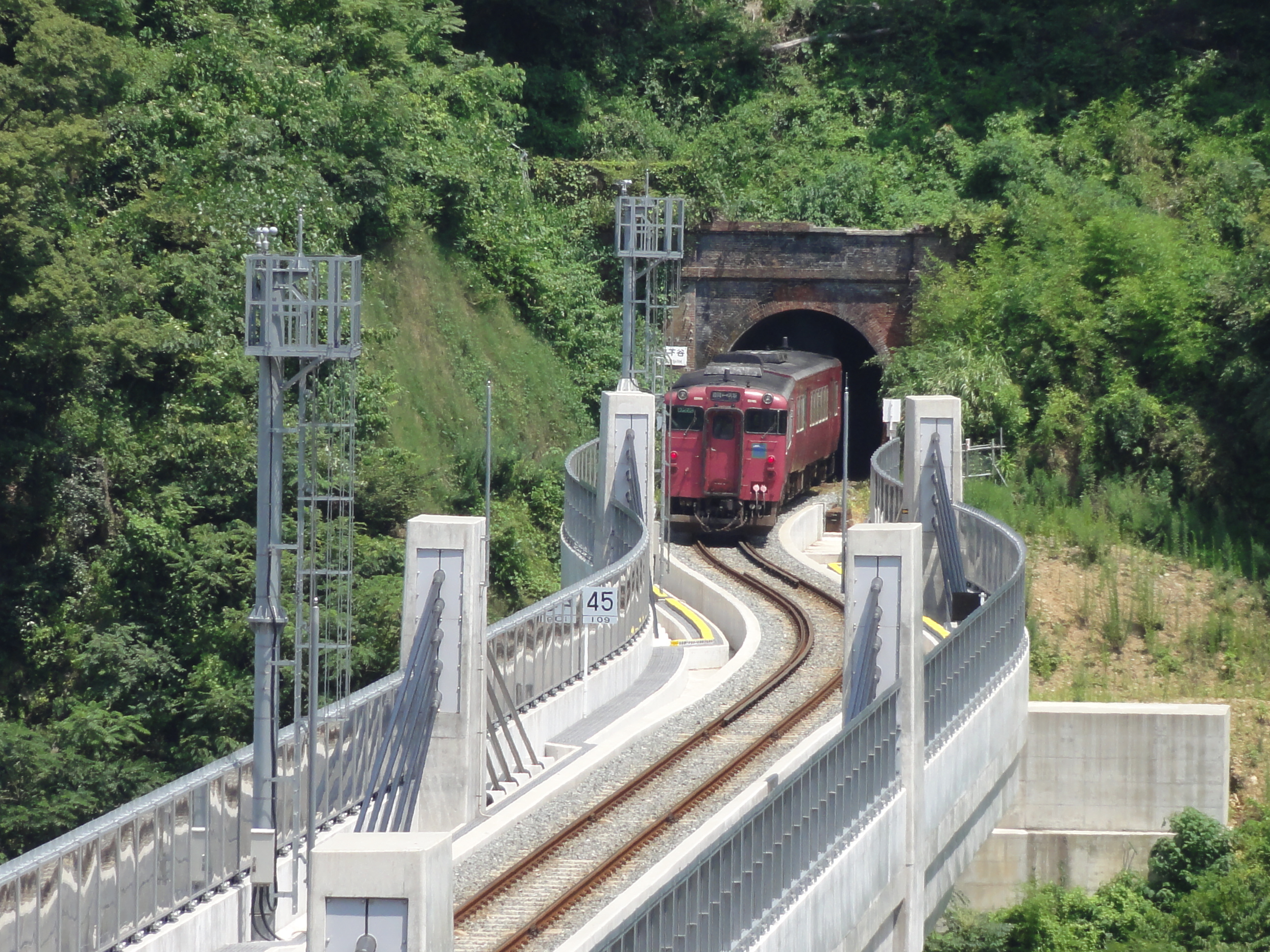
新橋梁の京都方はS字カーブになっている。トンネルからの直線経路には旧橋梁が（新橋梁架設中にも）存在した。

新橋梁は、PC5径間連続エクストラドーズド箱桁橋として設計された。新橋梁の供用までは旧橋梁を残して営業運転を続けるため、新橋梁の架設位置は、レール中心面間隔で旧橋梁よりも約7m南側（内陸側）となった。京都方（東側）にはトンネルがあり、一方で幡生方（西側）には餘部駅が存在しており、これを考慮した平面線形が採用されている。東側ではS字にカーブする橋桁を挿入して既設のトンネルへと接続する一方、西側では山を削って線路を敷設するスペースを確保し、これに伴い餘部駅ホームが従来線路の南側にあったものが北側に変更された。平面線形としては、京都方から半径300mのS字カーブ（左カーブ-右カーブ）で既設橋より約7m南側に出て、その後は直線で、最後に半径2,500mの右カーブがある。一方、縦断線形は水平である。設計上の活荷重はEA-17である。
下部構造は橋脚4基と橋台2基で構成され、旧橋梁と同様に起点の京都側から第1号 - 第4号の橋脚番号が付けられている。このうち第1号から第3号の橋脚の太さが 4 m, 第4号が 3 m である。また支間は橋台から第1号の間が 50.1 m, 第1号 - 第2号と第2号 - 第3号が 82.5 m, 第3号 - 第4号が 55.0 m, 第4号と橋台の間が 34.1 m となっている。この支間の配置は、第1号と第2号の間を長谷川および国道178号が通ること、既設橋梁の橋脚を避けて新しい橋脚を建設する必要があること、上部工張り出し架設のバランスなどを考慮して決定された。橋脚の高さは第4号の 33.67 m から第1号の 36.0 m までばらつきがあり、また地下に最大 23.0 m におよぶ杭を打ち込んで基礎としている。橋脚の下部3分の1ほどについては、下から見上げたときの視覚的不安を解消するために末広がりの構造となっている。余部橋梁は橋脚の高さが比較的高く、地震で損傷したときの修復工事に難があることから、特に高い耐震性を確保するように設計されている。
上部構造は、高さ 3.5 m の一定高さの桁橋となっている。これはデザインコンセプトとして「旧橋梁の印象を継承する橋」としたことから、細身の意匠とするために採用されたものである。またこの構想から、主塔の高さも 3.5 m と低く抑える設計を当初は検討していたが、地元からの「よりシンボリックにするため、主塔を高くしたい」という要望があり、主塔とケーブルの保守管理性も考慮のうえで 5.0 m の高さとなった。
橋の上に敷設する軌道は、長大スパンのPC橋でクリープや乾燥収縮による桁そりの変化量が大きいことから、保守性を考慮してバラスト軌道を採用している。これにより騒音も軽減された。またPC橋であり軌道の間が空いていないことから、軌道間から吹き上げる風の列車への影響がなくなると共に、列車からの落下物が地上に到達することもなくなった。風対策として高さ 1.7 m の防風壁が整備されて風速 30 m/s まで運行可能とし、眺望を確保するため材質は透明アクリル板を用いた。この防風壁高さは風洞実験により決定された。余部地区は降雪が多く、橋梁にも積雪対策が必要とされたが、水による融雪方式では地上から高さ 40 m の橋上まで水をポンプアップする設備が必要となりその保守などに手がかかることから、経済性にすぐれる貯雪方式が採用された。20年確率での積雪量 116 cm を想定して軌道脇に貯雪スペースが設けられており、橋の下への落雪を防いでいる。また、将来的に電化される場合にも対応できる構造とされている。
橋の両側の入口には、強風規制を示す特殊発光機が旧橋梁に引き続き設置された。橋には風速計が2か所にそれぞれ2基ずつ設置されており、構造物の影響を受けずに風速を測定するためにレールの高さから8 m上に設置されている。風速計で強風を検知すると特殊発光機の発光ダイオード (LED) が点灯し、運転士が目視して列車を停車させる。点灯直前に列車が橋に進入し、それから最大風速増加率で風速が増大しても、列車を脱線させる強風になる前に列車が橋を通り抜けられるように考慮されている。橋への進入速度は、旧橋では下り50 km/h、上り25 km/hに規制されていたが、新橋では取り付け部のSカーブのために下りの規制速度が45 km/hに変更された。上りの規制速度が低いのは、餘部駅の位置との関係から、強風規制特殊発光機から橋までの距離が短く、点灯してから列車が橋までに停車できるようにする必要からである。
設計を担当したジェイアール西日本コンサルタンツの当時の技師長・北後征雄は、大腸癌で入院し、部下が持ってくる設計図面に病床で目を通して責任者としての署名を続けたものの、新橋梁の工事半ばの2008年（平成20年）6月10日に亡くなった。
新橋梁を建設するために必要な土地の買収に着手したところ、付近の土地が法務局の備付地図（公図）と現況が一致しなくなっている地図混乱地域であることが判明した。これは1893年（明治26年）、1918年（大正7年）、1990年（平成2年）の3回に渡り地域で大きな水害があって地形が変動したことや、復旧作業に際して元と異なる形状にしてしまったこと、法定手続きによらず土地の売買や改良工事が行われてきたことなどが原因であった。このため公共工事に際しても登記を行うことができず、現存する町道が公図に記載されていないといった事態を招いていた。そこでこの機会に集団和解による解決を図ることになり、JR西日本が中心となって地権者や抵当権者などとの交渉を1年7か月にわたって進め、114筆合計約 30,000 m2 の土地について合意の上で公図を作成しなおした。特に遠隔地の抵当権者との交渉に際しては、余部橋梁の架け替え工事に伴うものであることを説明することで協力を得やすくなり、橋梁の知名度の高さに助けられた格好になった。

### 新橋の建設

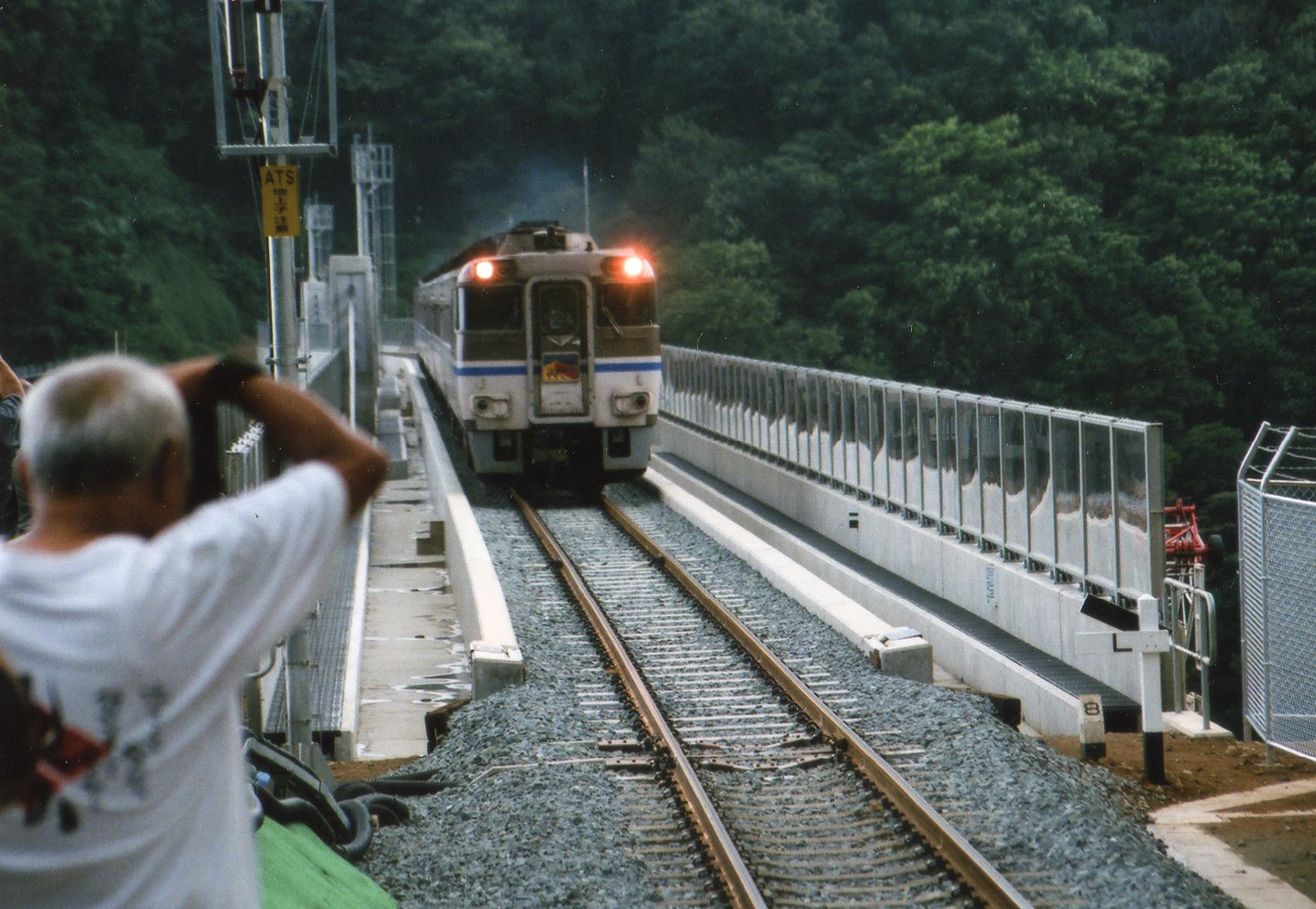
新橋の上を通過する「はまかぜ」

新橋の工事名は「山陰線鎧・餘部間余部橋りょう改築他工事」で、清水建設と錢高組の特定建設共同企業体（特定JV）が担当した。2007年（平成19年）3月29日に本工事（準備工）に着手、5月27日には、JR関係者、井戸敏三兵庫県知事、周辺自治体の首長、余部鉄橋列車転落事故の遺族などが出席して架け替え工事の起工式が開かれた。
橋脚に関する工事は長谷川周辺の1号橋脚、国道と町道の間の2号橋脚、町道と餘部駅の間の3号・4号橋脚の3つのエリアに分けて進められた。これに伴って長谷川には2本の工事用桟橋が設置された。
2007年（平成19年）11月から橋脚の基礎工事に着手した。1号 - 3号の橋脚は場所打ち杭という形式で施工されたのに対して、4号の橋脚は斜面上にあり既設橋脚への影響が懸念されたことから、当初予定の場所打ち杭形式を取りやめて、竹割り土留め工法による大口径深礎杭形式に変更された。橋脚の鉄筋の組み立ては、地上で組み立てたものを架設するノップキャリイ工法が採用された。海岸から近く鉄筋の腐食が懸念されることから、特に1号・2号橋脚では 200 mm のコンクリートのかぶりを確保する設計とされていたが、ひび割れの抑制が困難であることが分かり、PET繊維を混入してひび割れを抑制する対策を行った。1号橋脚と起点側橋台については、切り替え工事までの間その上でS字の橋桁を構築し支えておく必要があることから、桁を本設置する位置より南側に仮設の橋脚と橋台を構築した。1号橋脚の仮設部分については、直径 1 m のプレストレスト高強度コンクリートパイル（PHC杭）の柱を4本立てて支えている。2008年（平成20年）後半になると橋脚が立ち上がり、タワークレーンによる作業が本格化した。
2009年（平成21年）春から桁の工事に入った。橋桁は、移動作業車を使って橋脚上部から両側にバランスをとりながら張り出していく工法で施工された。既設橋梁の桁と移動作業車の離隔は最小で 30 cm 程度しかなく、強風下でも接触することのないよう細心の注意が払われた。両側から施工されてきた橋桁の閉合が完了すると、移動作業車を吊り下げて解体する必要があるが、橋桁の施工中にエクストラドーズド橋の斜材の施工が進んでいたために橋脚の地点まで戻すことはできず、既設橋梁の橋脚の張り出しや下部の国道・町道などの位置を考慮して、反対側の桁まで移動してから降ろすなどの対処が必要となった。この際に、2号橋脚から1号橋脚へ向けて施工した移動作業車は、1号橋脚側のS字の橋桁との間のまだ閉合されていない隙間にレールを渡すなどして反対側に乗り移っている。主塔の高さは 5 m で、1.8 m の高さに打継目があり、その上にサドル架台が載せられている。斜材ケーブルはPC鋼より線に防錆油を塗布してポリエチレン被覆したものが使われ、橋桁の張り出し作業と並行して架設・緊張作業が行われた。
工事は天候に恵まれ順調に進んだため予定よりも工期が短縮され、当初の完工予定（2010年9月中）より1か月程度前倒して新旧橋梁の切り替え工事が実施された。2010年7月17日から区間運休した上で、旧橋梁の起点側を一部撤去し、新橋梁の橋桁を横移動（7月20日）・回転（7月23日）させて架設する「橋桁移動旋回工法」を実施した。これは日本国内初の工法で、移動される桁は全長約 93 m, 重量約 3,800 t で、平行移動に際しては 1,500 kN 油圧ジャッキ（オックスジャッキ製）を橋台に1台、1号橋脚に4台設置し、4.0 m 平行移動させた。その後、1号橋脚上に鋼製のストッパを落とし込んで回転軸として、橋台上の油圧ジャッキの位置を回転位置に移して、反時計回りに5.2度（橋台上で 4.6 m に相当）回転させて所定の位置に橋桁を据えた。8月上旬には接続部分にて設計上発生していた隙間をコンクリートで埋める工事、防風壁設置工事、最後にレール敷設や電気設備工事が行われ、同年8月11日に切り替え工事が完成した。
橋桁移動旋回工法に関しては世界初とされる大規模実証実験が事前に行われた。2009年11月24日に清水建設技術研究所の実験棟にて同社やJR西日本の関係者らが参加して、新コンクリート橋の橋桁に使われている鋼材を1/10サイズで再現して水平移動・回転・加圧など本番さながらの条件で実施され、安全性など想定通りの結果が確認された。
8月10日に保線機械のマルチプルタイタンパーを橋の上に2往復させてレールのさび落としを行い、新橋開通初日の8月12日の未明には単行の機関車が試運転として試単9513列車 - 9518列車の計3往復走行、さらに下りの回送列車3本を回9805D、回9561D、回9563Dと通過させた。定期列車の初運行は午前6時半過ぎの始発列車160Dで、同列車には地元住民約120人が乗車して新橋梁を通過し開通を祝った。同日開かれた完成記念式典では兵庫・鳥取両県知事や地元選出国会議員、地元自治体の首長などが出席して、列車転落事故の犠牲者に対する黙祷を行い、また橋完成の祝辞を述べた。また地元の住民により、新橋の高さと同じ 41.5 m の長さの餅作りやくす玉割り、宝船行列などの行事が行われた。
新橋の供用開始により風速の規制値が 30 m/s に緩和されて以降、2010年12月9日に初めて風速が 31.5 m/s に達して運行見合わせが発生した。しかし、供用開始してからこの日までに、従来の規制値である 20 m/s を超えたのは16日あったことから、架け替えにより運行の安定化に効果があったと評価されている。
新余部橋梁は、2010年度土木学会田中賞作品賞を受賞した。この他にも、プレストレストコンクリート技術協会作品賞、日本コンクリート工学会賞作品賞、エンジニアリング功労者賞などを受けている。

## 年表
- 1909年
  - 3月：旧橋梁のための地質調査開始。
  - 12月16日：旧橋梁着工、基礎工事に着手[59]。
- 1910年8月：旧橋梁用資材の陸揚げ作業を余部浜で実施。
- 1911年
  - 5月：トレッスル組み立て開始。
  - 6月15日：旧橋梁基礎工事完成。
  - 9月：橋桁資材が陸送で鎧駅に到着。
  - 10月：橋桁の架設作業を開始。
- 1912年
  - 1月13日：旧橋梁完成。
  - 1月28日：試運転実施。
  - 3月1日：山陰本線開通、旧橋梁供用開始。
- 1917年：最初の橋守が任命される。
- 1957年：旧橋梁修繕の第1次5か年計画開始（1964年度まで）。
- 1959年4月16日：橋の脇に餘部駅開業。
- 1963年：旧橋梁修繕の第2次5か年計画開始。
- 1965年11月：旧橋梁の補強改良案採用決定。
- 1968年：旧橋梁修繕の第3次8か年計画開始。1976年までかけて水平材と斜材の全交換を実施。
- 1986年12月28日：余部鉄橋列車転落事故が発生し、6名死亡6名負傷[104]。
- 1988年
  - 5月：余部橋梁における風速規制を 25 m/s から 20 m/s に強化[113]。
  - 10月23日：事故現場に慰霊碑設置[115]。
- 1991年3月：余部鉄橋対策協議会設立[113]。
- 2001年11月22日：JR西日本により、コンクリート橋への架け替えが提案される[143]。
- 2002年
  - 7月25日：餘部鉄橋対策協議会総会で、新橋設置で取り組む方針を決議[144]。
  - 12月：余部鉄橋定時性確保のための新橋梁検討会設置[145]。
- 2003年9月1日：PCラーメン橋案でまとめられた提言書が兵庫県知事に提出される[118][142]。
- 2004年：快速「あまるべロマン」を運転開始。春休み・ゴールデンウィーク・夏休みなど観光シーズンを中心に2004年から2008年にかけて運転[170][171]。

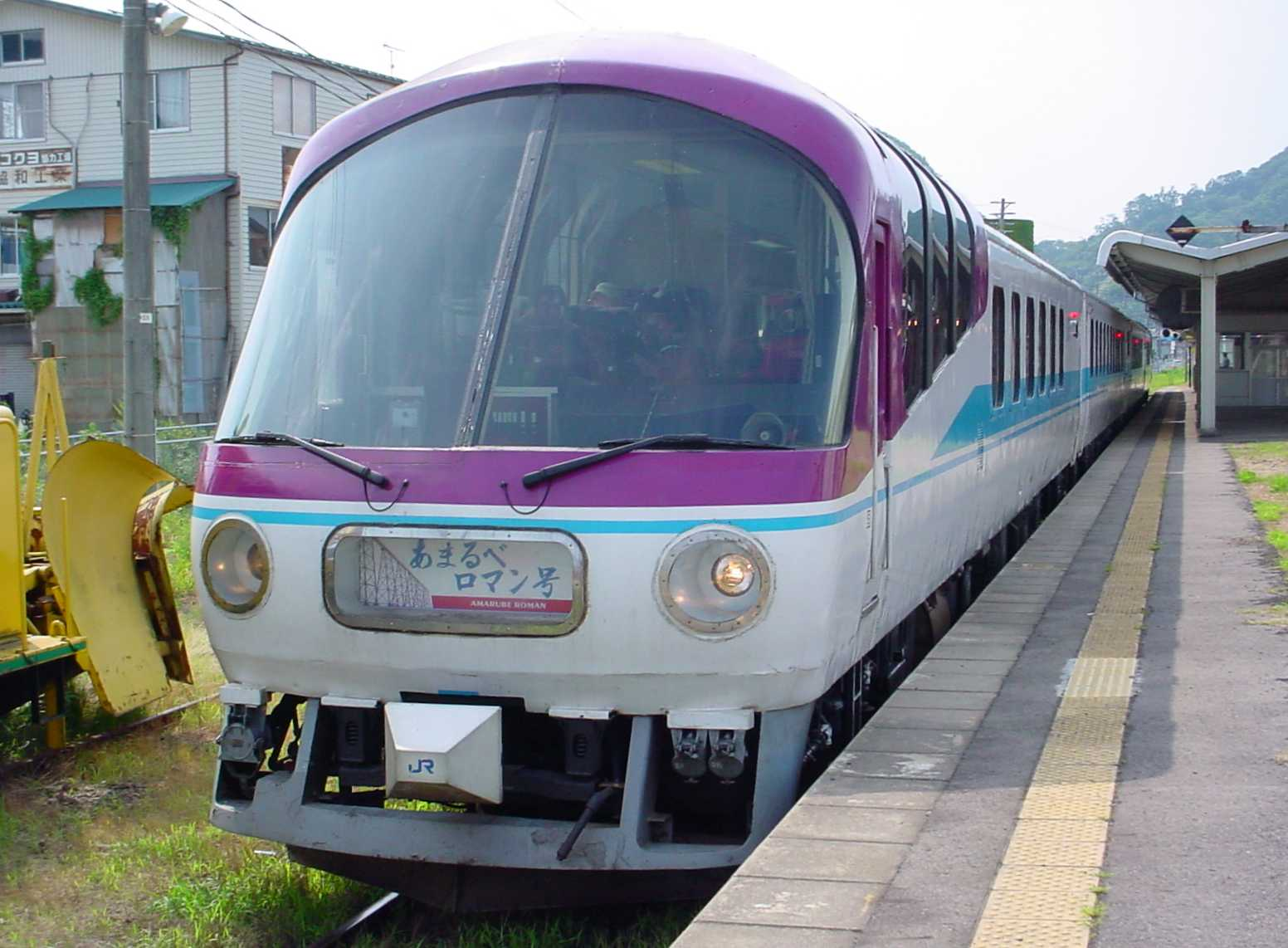
臨時快速「あまるべロマン号」（2005年夏季に運転のもの）

- 2005年3月：当初提案のPCラーメン橋案に代えて、エクストラドーズドPC橋採用決定[141][147]。
- 2006年
  - 3月：兵庫県、鳥取県などの沿線自治体とJR西日本とで、架け替えに関する基本協定が結ばれる[113]。
  - 10月21日：架け替えを記念してJR西日本は急行「あまるべ」（キハ58系4両）を姫路駅 - 浜坂駅間で運転[172]。同日香美町香住区中央公民館で「全国鉄橋サミット」開催[173]
  - 10月22日：香美町香住区中央公民館で鉄橋工学の集いを開催[173]。
- 2007年
  - 3月24日 - 4月1日：イベント列車「想い出のあまるべ」（DD51形＋12系4両）を豊岡駅 - 浜坂駅間で運転[174]。
  - 3月29日：新橋架替工事着手[156][175][176][177]。
  - 5月27日：起工記念式典開催[156]。
  - 8月17日・18日：余部橋梁ライトアップ実施[178]。
  - 11月：新橋梁の詳細設計完了[179]。橋脚の基礎工事に着手[43]。
- 2008年
  - 4月11日：余部橋梁展望台閉鎖[11]。
  - 9月：新橋工事に支障するために伐採予定であった餘部駅脇のサクラを、新橋の橋脚付近へ移植[43]。
- 2009年3月：余部鉄橋利活用基本計画を決定[113]。
- 2010年
  - 7月16日：旧橋の供用最終日。
  - 7月17日：新旧切り替え工事着手。
  - 8月11日：新旧切り替え工事完成[164]。
  - 8月12日：新橋供用開始[161]
  - 8月12日・13日：新橋ライトアップ実施[180]。
  - 11月3日：余部橋梁展望台利用再開[13]。
  - 12月28日：余部鉄橋列車転落事故遺族会による最終合同法要（25回忌）[116]。
- 2013年5月3日：旧橋梁を生かして、余部鉄橋「空の駅」がオープン[125]。

## 観光資源としての側面
余部橋梁は前述したように、土木学会近代土木遺産Aランクとして評価されており、観光資源としての側面も有していた。とはいえ、架け替え決定以前はそれほど観光客が多いというわけではなかった。しかし2005年に架け替えが正式決定されると観光客は急増した。香美町の統計による余部橋梁の見学客数は、2004年は1万3000人、2005年は8万3000人、2006年は29万人と急激に増加している。ところが実際に架け替え工事が始まった2007年には20万9000人と減少に転じた。こうした事情の背景には、まだ新橋の工事中であるにもかかわらず鉄橋が既に撤去されたものと誤解していた人が多かったためと推測されている。
余部橋梁を見学に来る人は、鉄道ファン、ドライブ・ツーリング客、ツアー客の3つに大きく分類される。鉄道ファンは、余部橋梁そのものが目的地となっており、広く全国から来訪するほか余部で宿泊をすることもあり、地元に落とす金が大きいが、架け替え完了後の動向が不明確である。ドライブ・ツーリング客は特に強い目的があって訪れたわけではないが、架け替え後も周辺の観光資源の開発次第では来訪が望めると分析されている。ツアー客は他の目的地へ向かう途中で立ち寄るという程度であり、滞在時間も写真を撮る程度の長さである。当初から主たる目的地ではないこともあり、余部道路の開通（2010年12月12日）などもあって今後の見通しはやはり不明確である。
地元では、鉄橋を目当てに訪れていた観光客が架け替え後に減少することに危機感を抱いている。そこで兵庫県と地元では「余部鉄橋利活用検討会」を作って架け替え後に旧橋梁をどのように生かすかについての検討を行ってきた。その結果、旧橋梁のうち西側の橋脚と橋桁の一部を残して「余部鉄橋「空の駅」」と称する展望台とし、また「道の駅あまるべ」を建設して余部橋梁の記念施設とする方向となった。さらに地元の住民も自主的に「明日の余部を創る会」を結成して、架け替え後の余部地区の観光振興について検討を重ね、「空の駅」「道の駅」といったハードの整備に合わせて、周辺の地形を活用したウォーキング会を開催したり、道の駅で販売する特産品の開発を行ったりという取り組みが進められている。

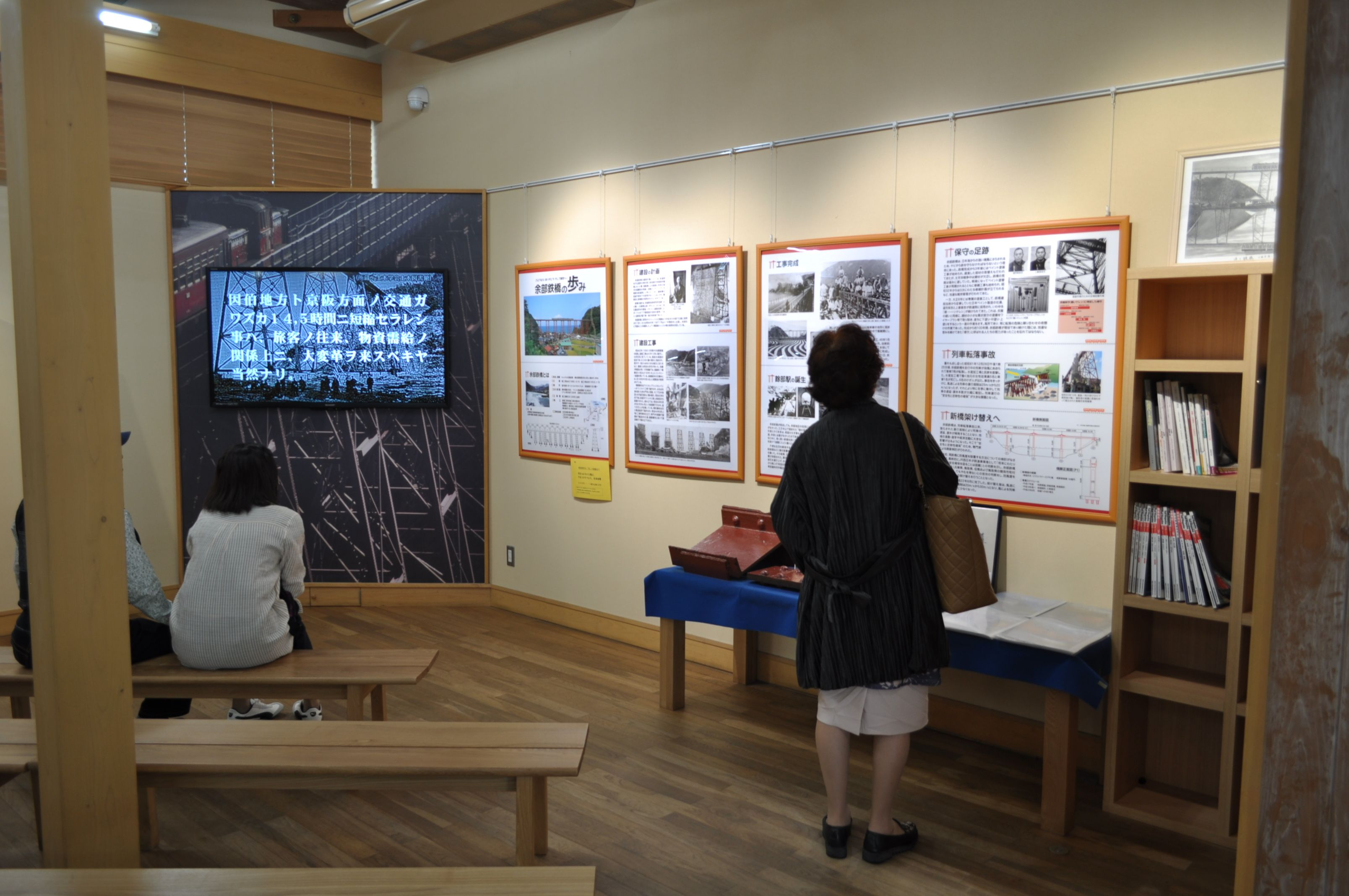
道の駅あまるべ内の展示コーナー（2015年9月10日撮影）
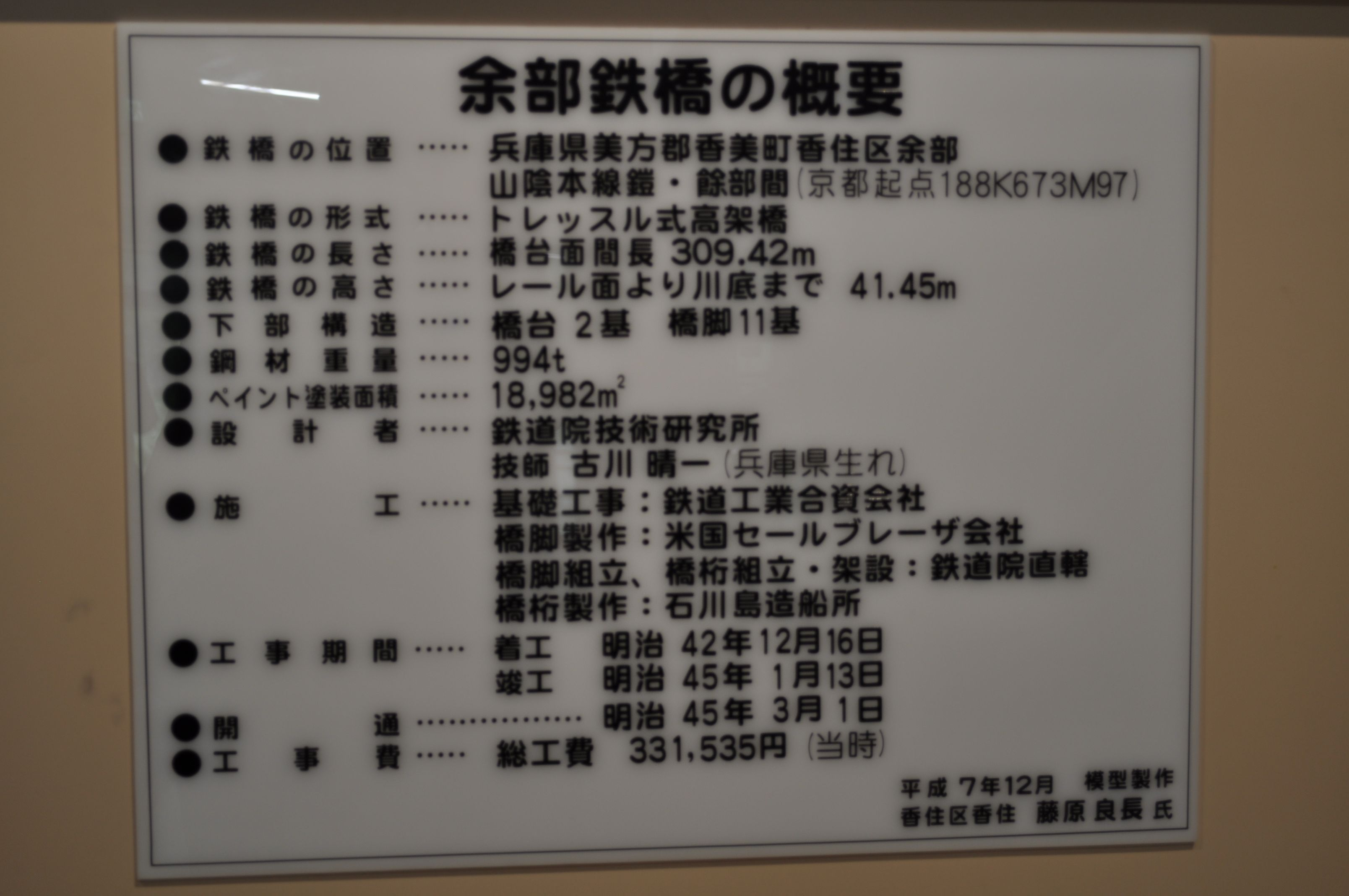
同左、余部鉄橋の概要（2015年9月10日撮影）
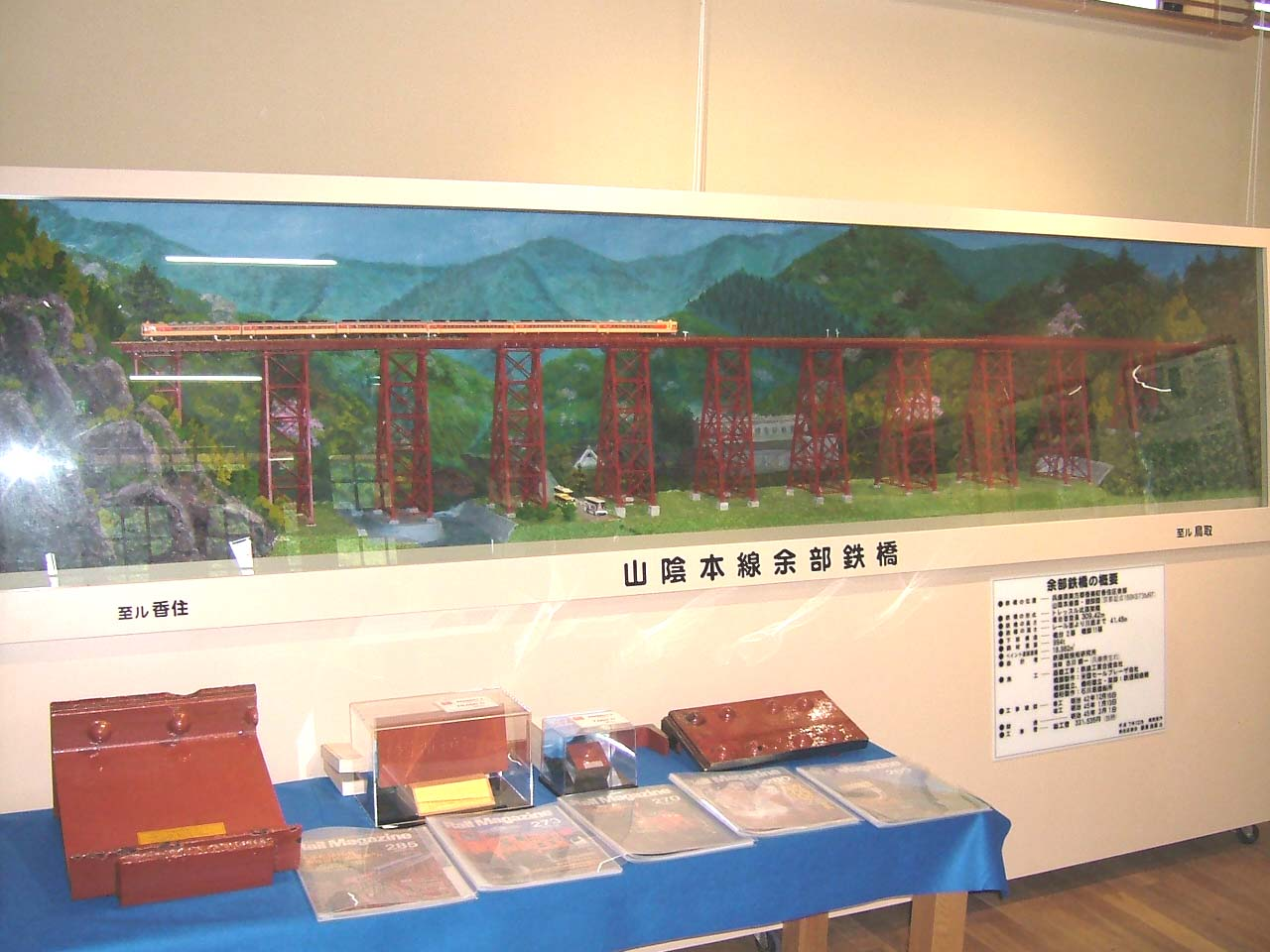
同左、旧鉄橋模型
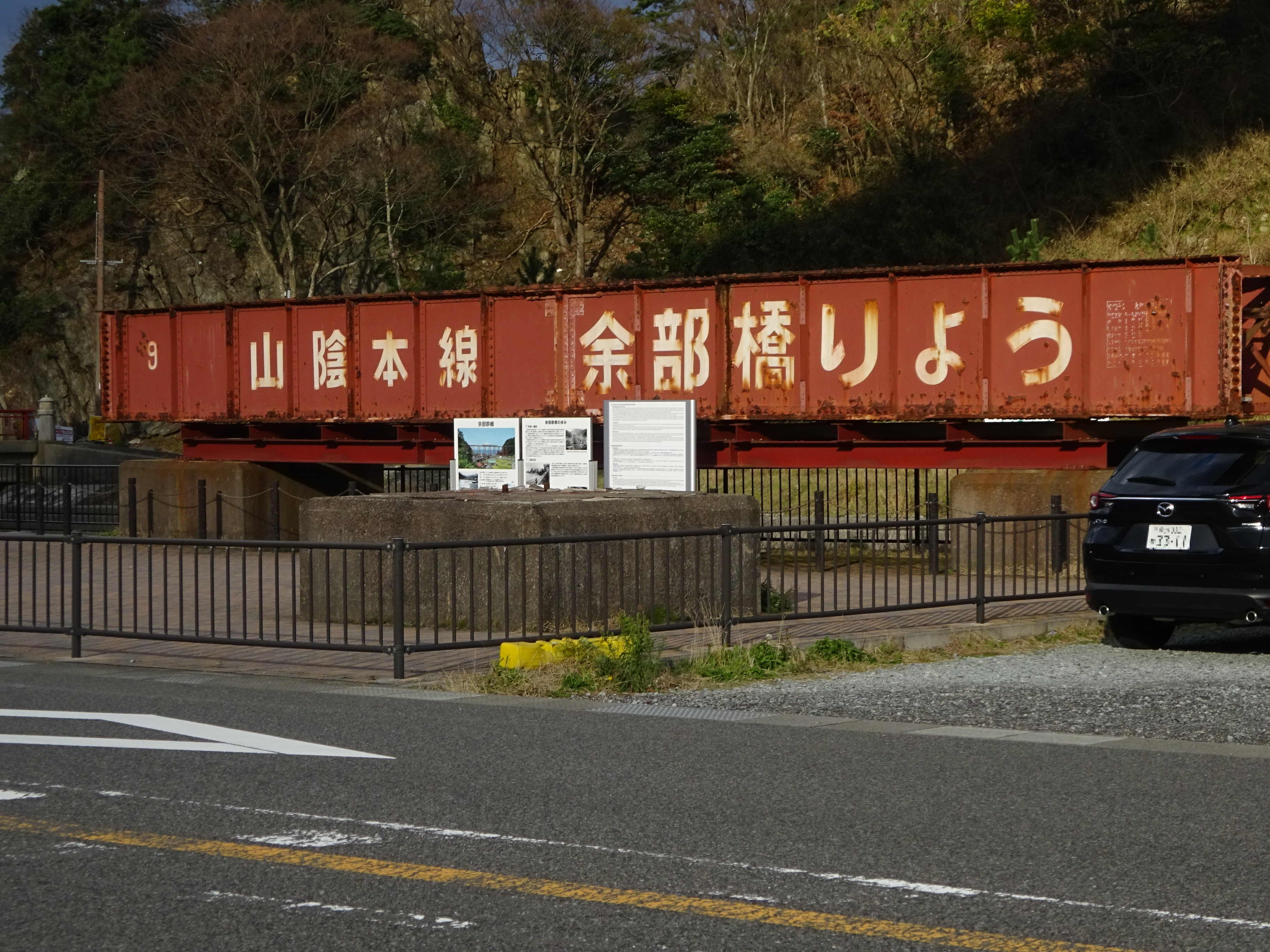
展示された橋梁の橋桁

## アクセス
- 山陰本線餘部駅下車。
- 山陰本線香住駅から全但バス余部行きで「あまるべ浜」バス停下車。

## その他
1911年（明治44年）、『鉄道唱歌』に倣って作成された『山陰鉄道唱歌』（作詞：岩田勝市、作曲：田村虎蔵）では、十一番から十二番にかけて以下のように歌っている。なお田村は至近の鳥取県岩美郡出身である。

## ギャラリー
旧橋

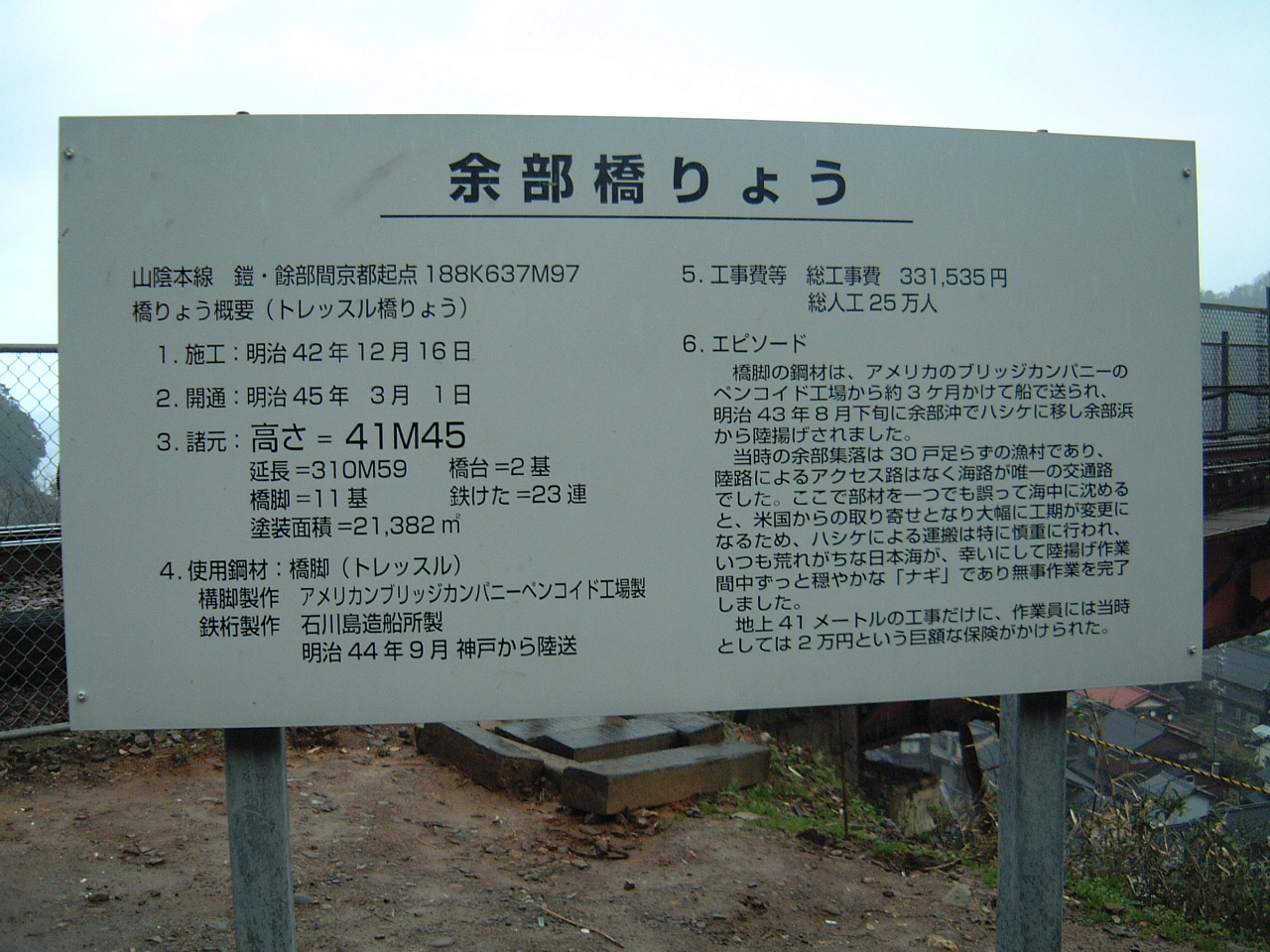
旧橋梁わきにあった解説（工事により現在は別の場所にある）
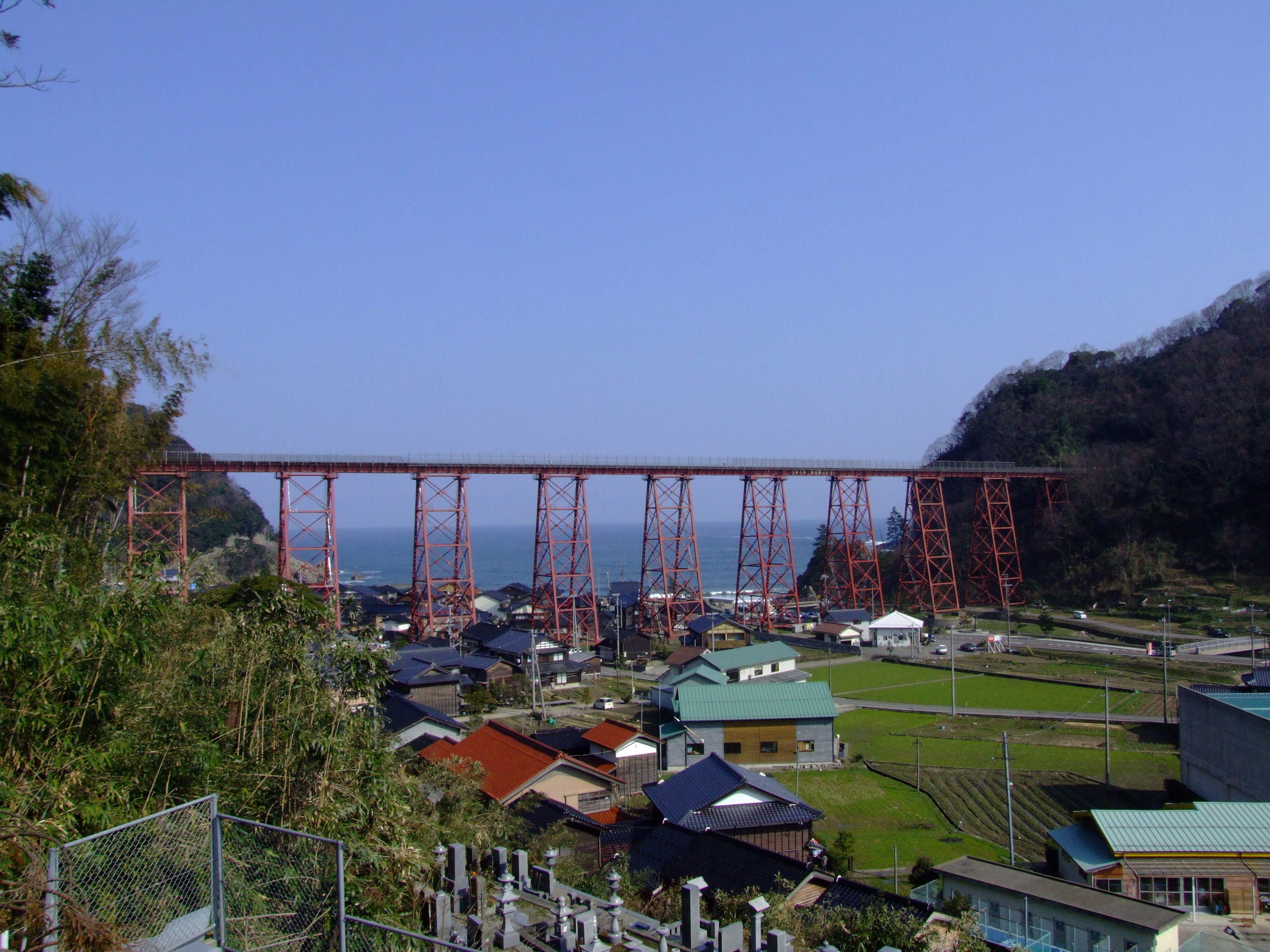
旧橋梁（ほぼ）全景。左の竹やぶの後方に隠れている1基を含め、11基の橋脚があった
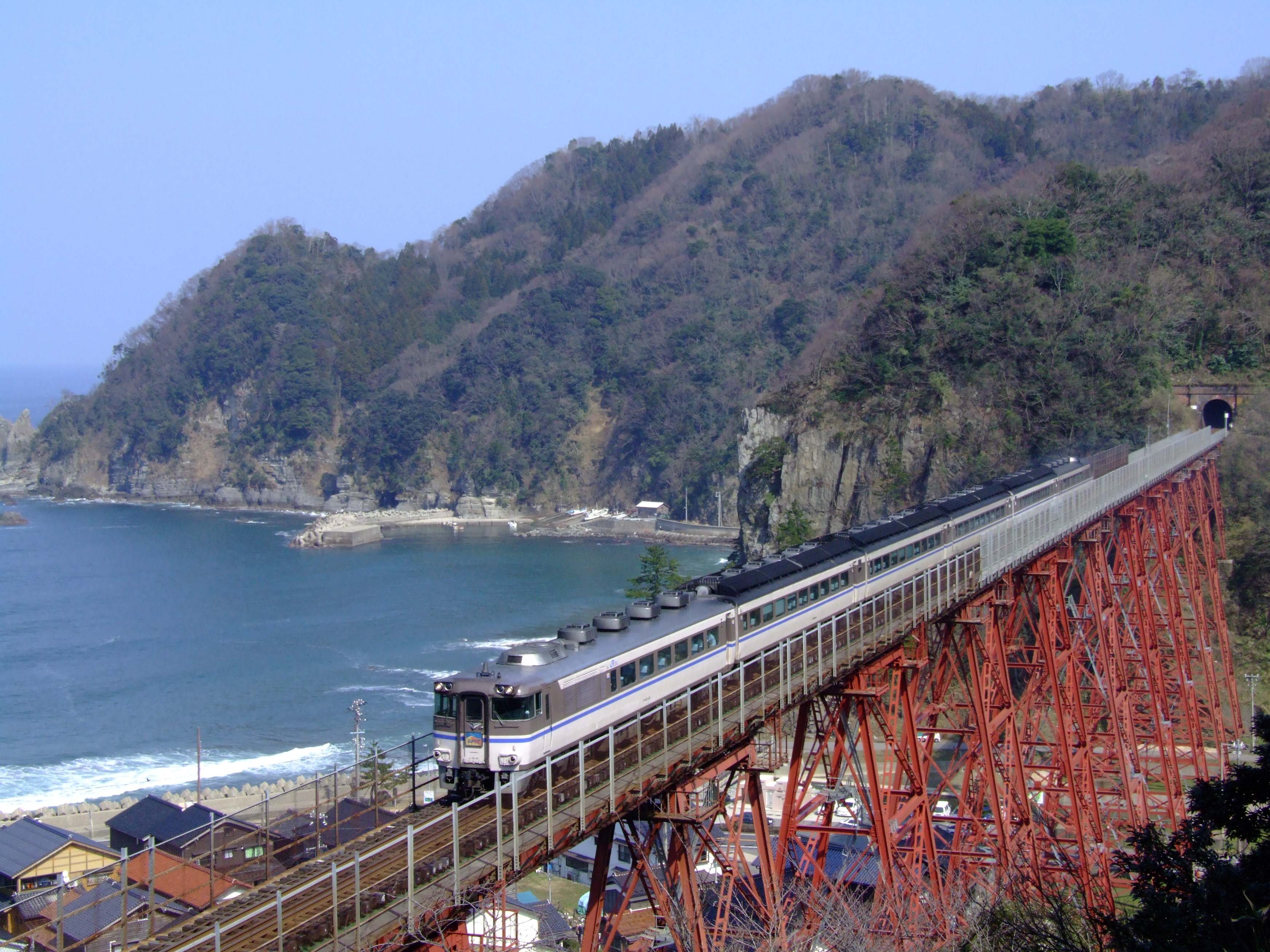
餘部駅の撮影ポイントより。特急「はまかぜ」が通過中
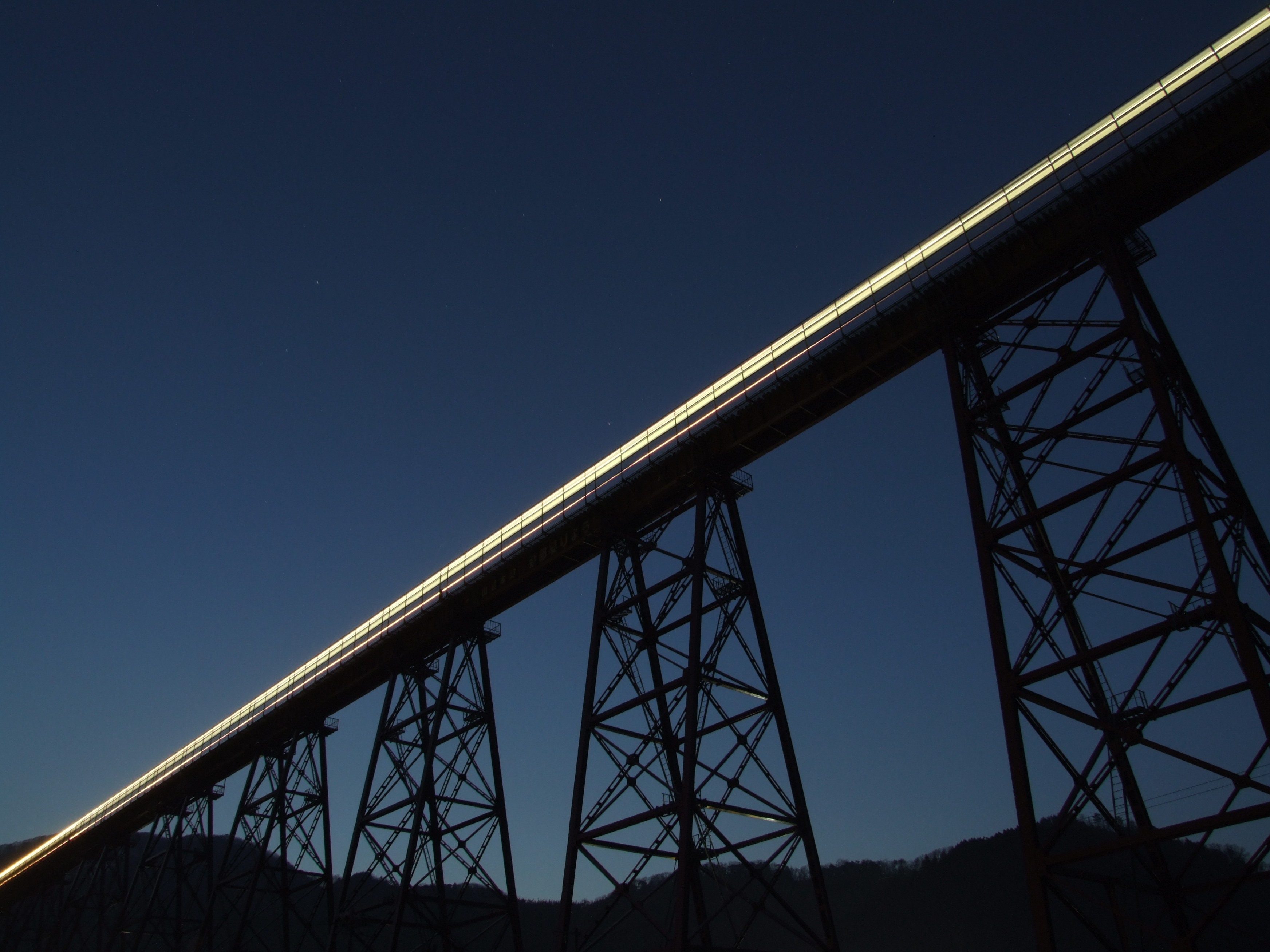
夜に旧橋梁を通過する列車
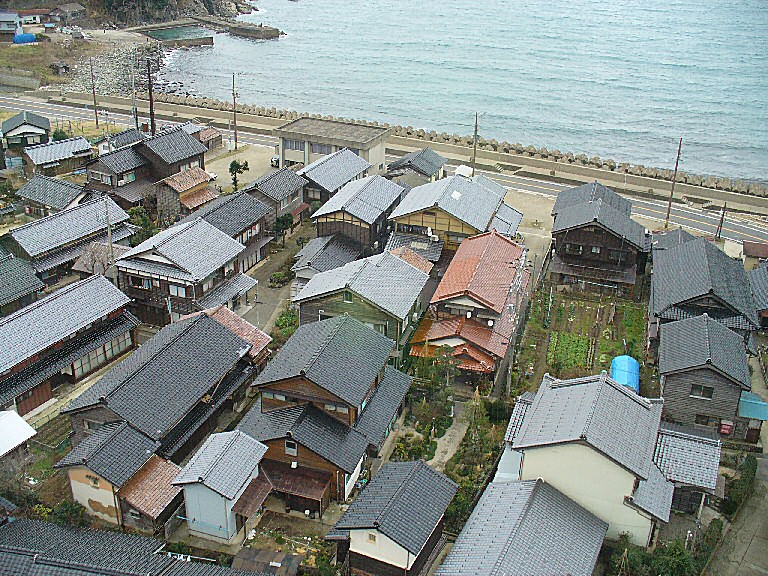
旧橋梁を走行する列車からの眺め
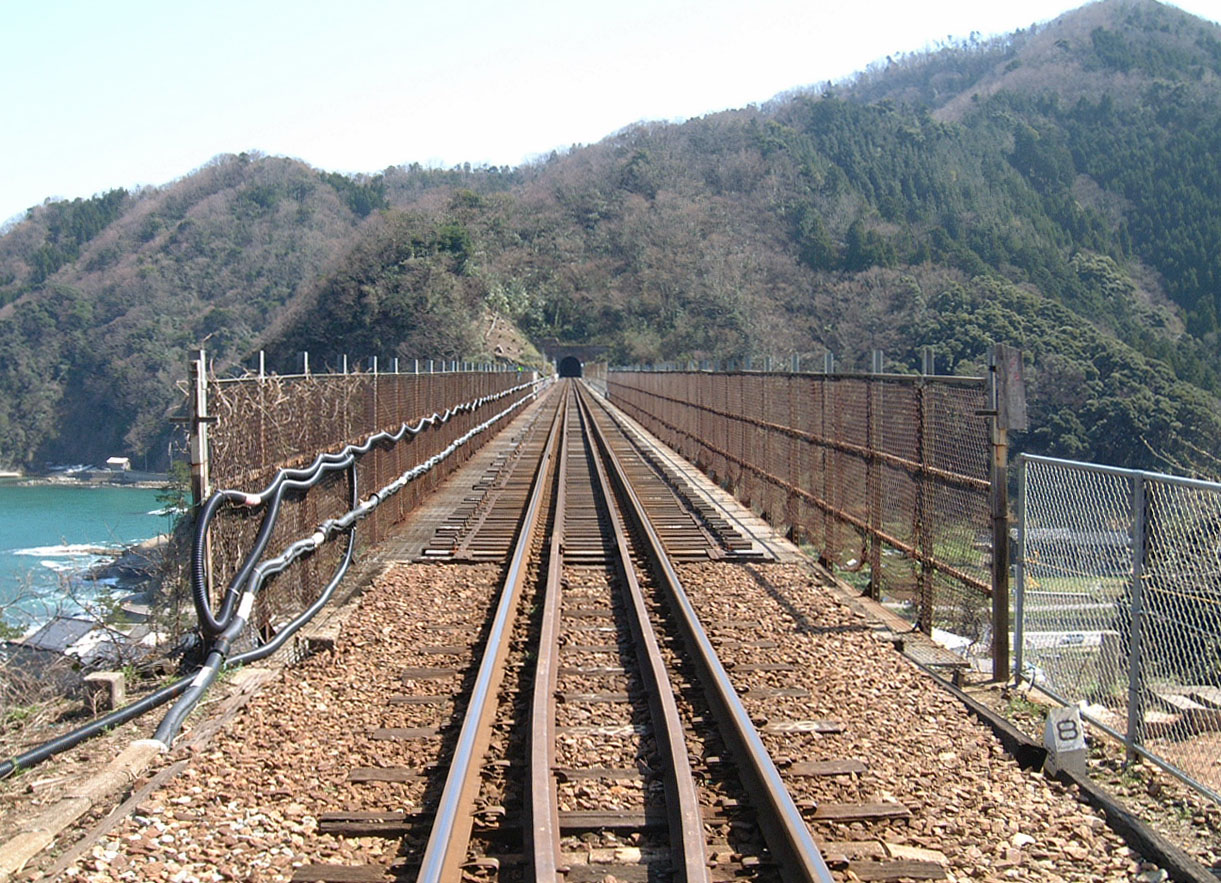
餘部駅側から見る鉄橋上
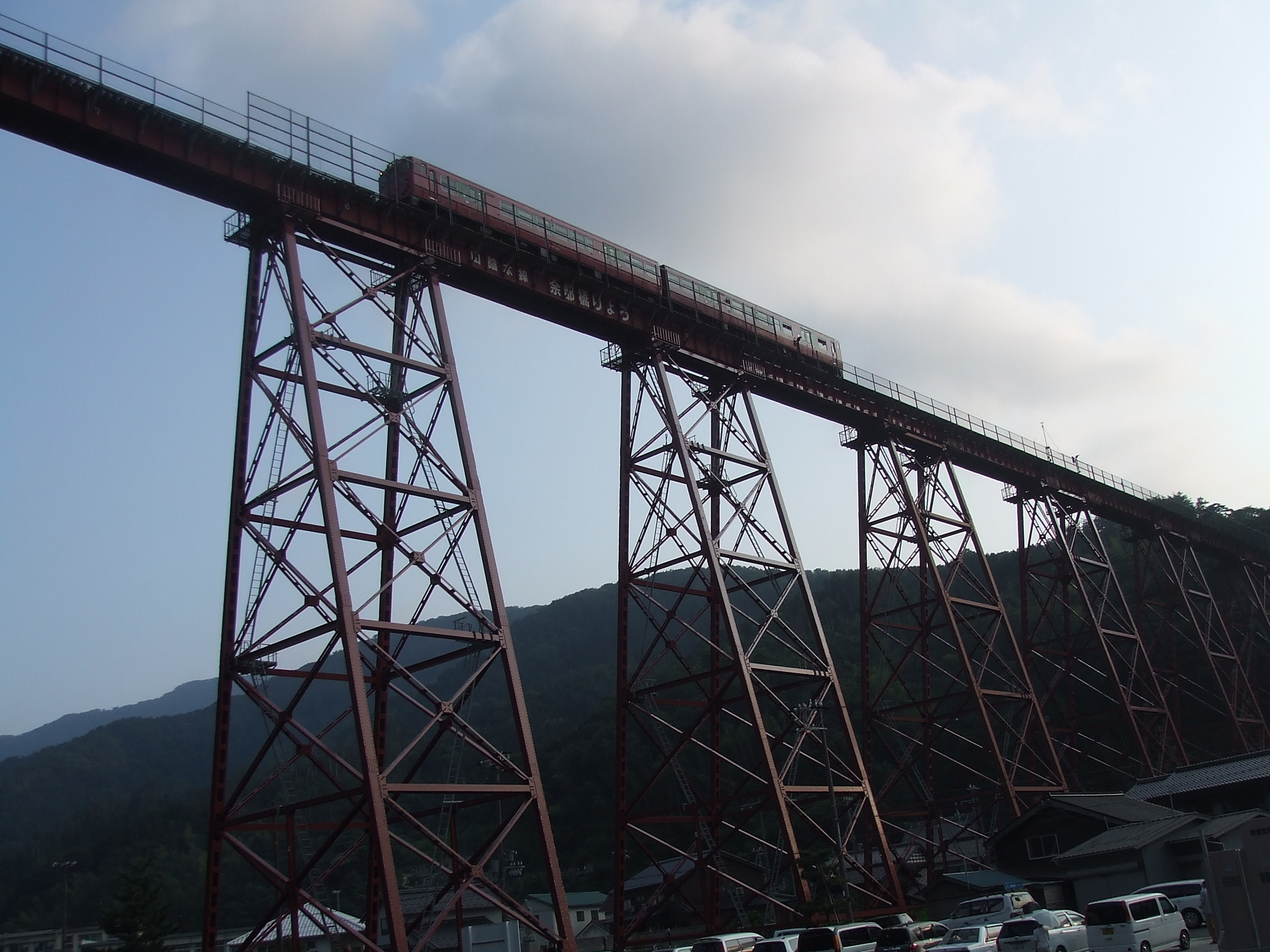
通過する普通列車を見上げる（2006年8月15日）
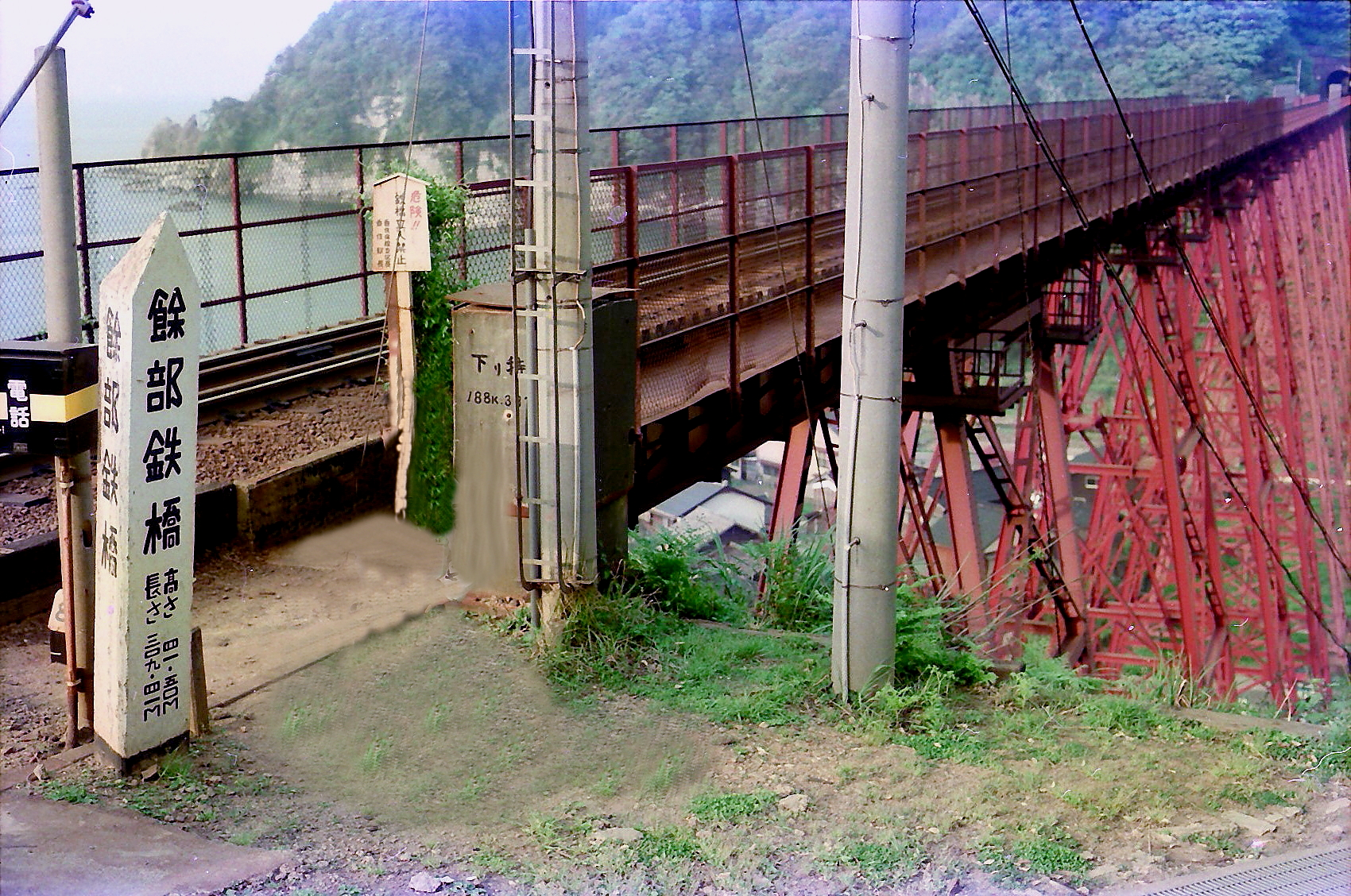
鉄橋名表示（1983年）
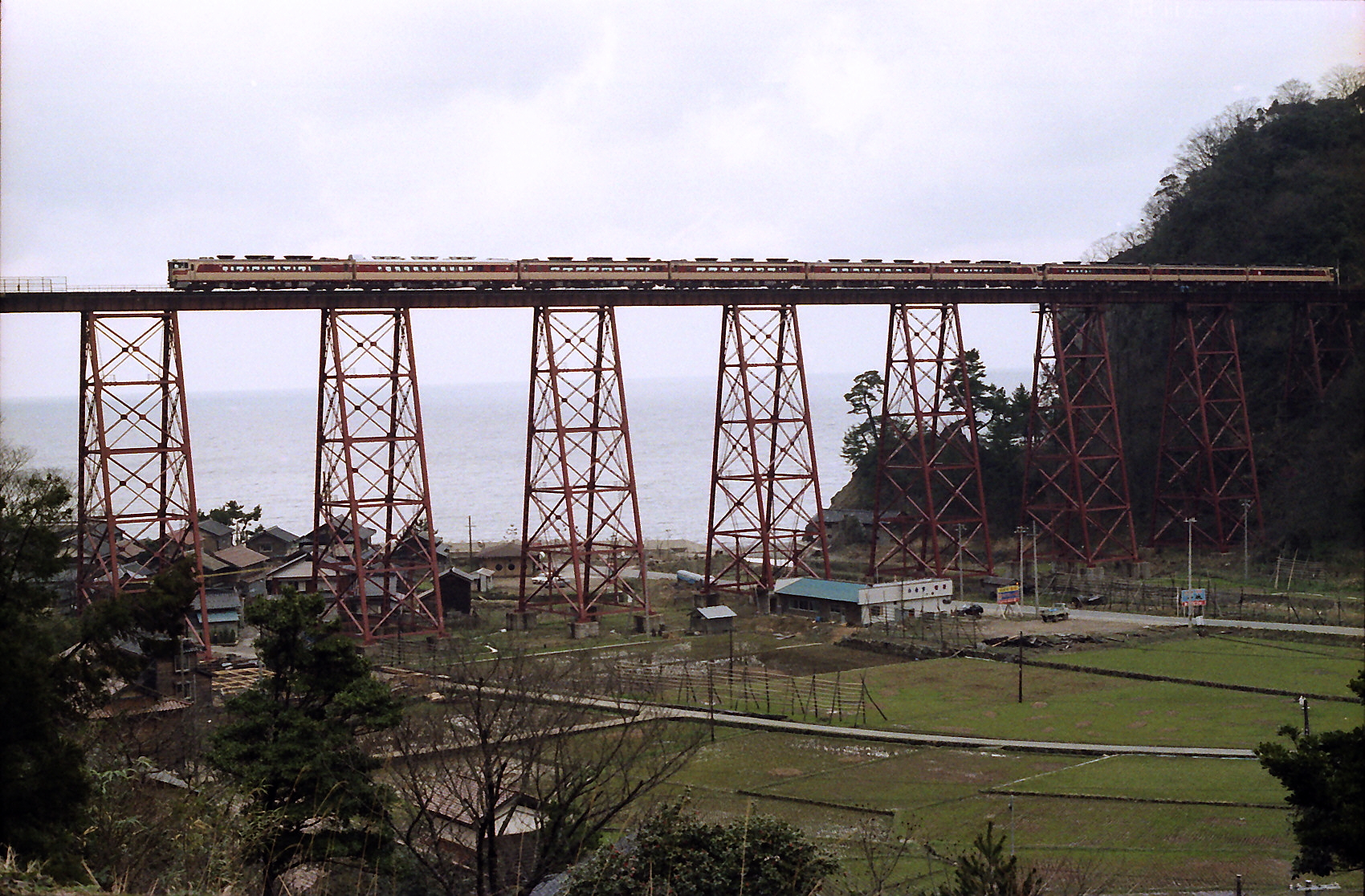
1978年時の写真（青い屋根の建物付近に列車が落下）

新橋着工以降

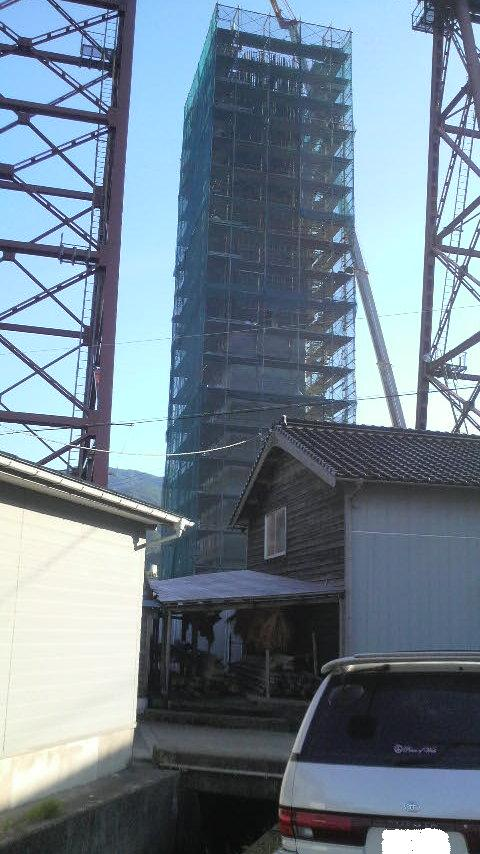
新橋脚の両端に旧橋脚が見える
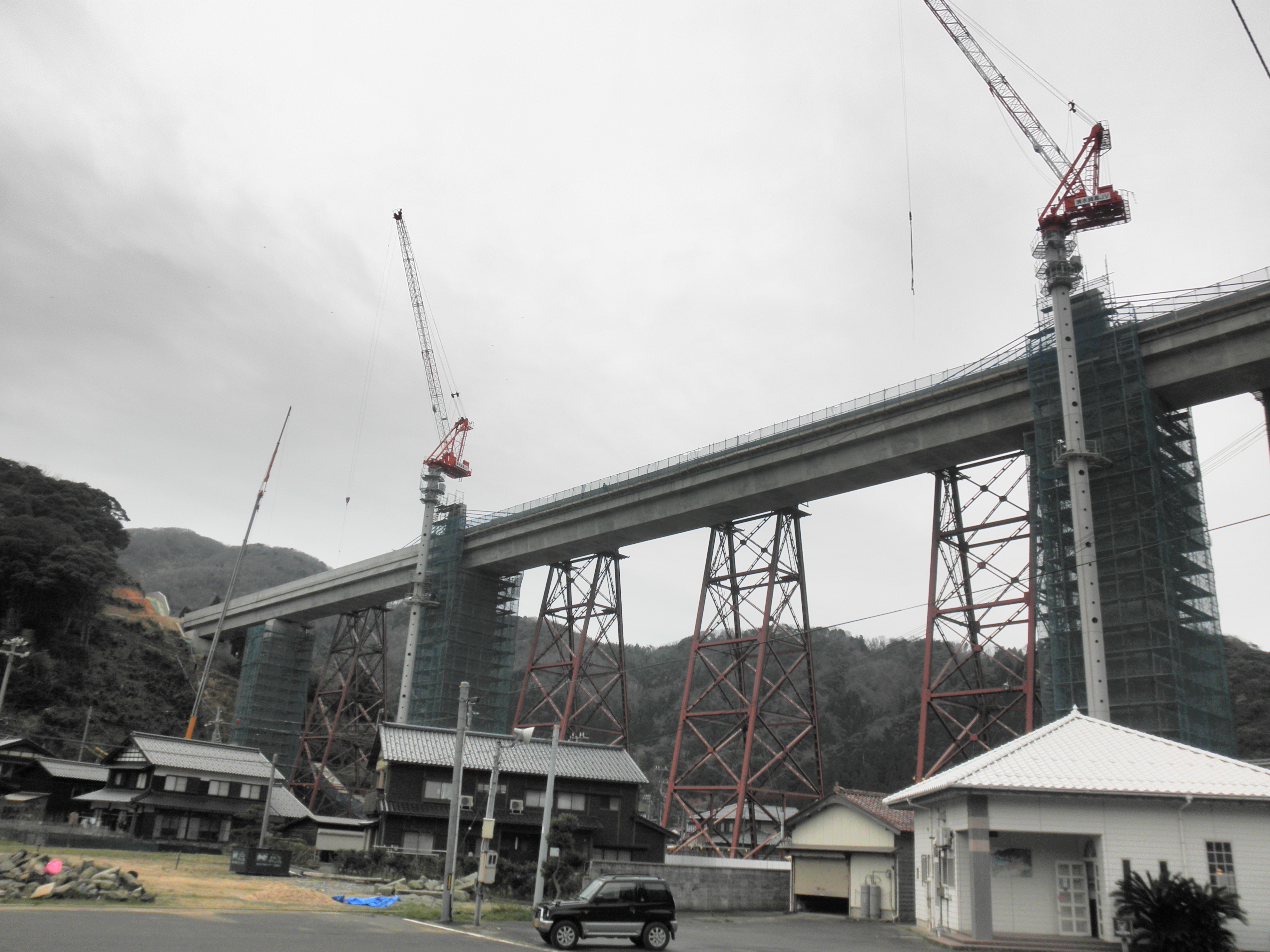
ほぼ完成した新橋梁。山側から見ると、旧橋は橋脚しか見えない
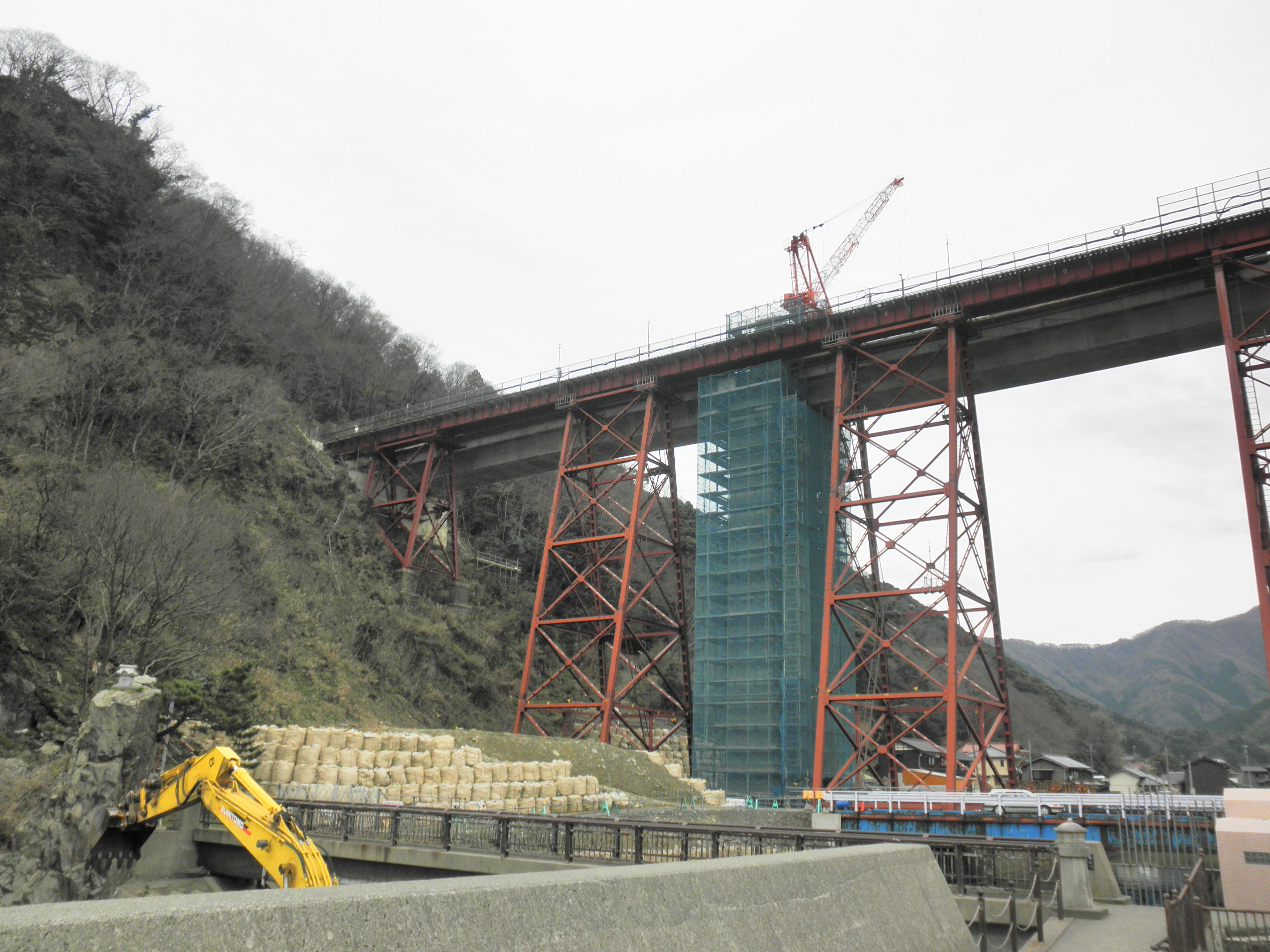
海側より。この辺りを付け替えた。工事の関係上、この新橋桁は旧橋の下をくぐり、新橋側は仮設であった
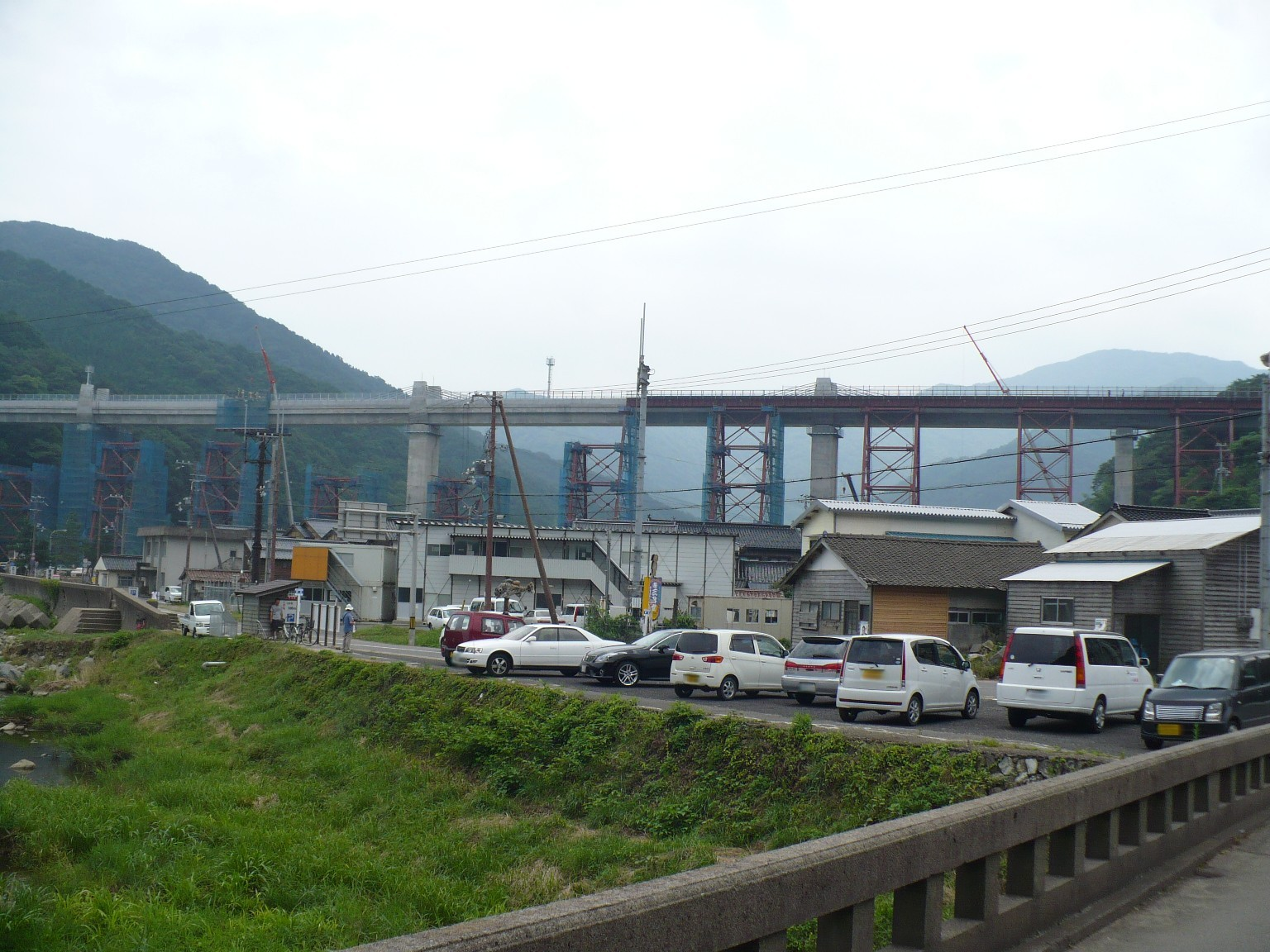
供用を終えて解体中の旧橋梁、既に一部の橋桁は取り外された
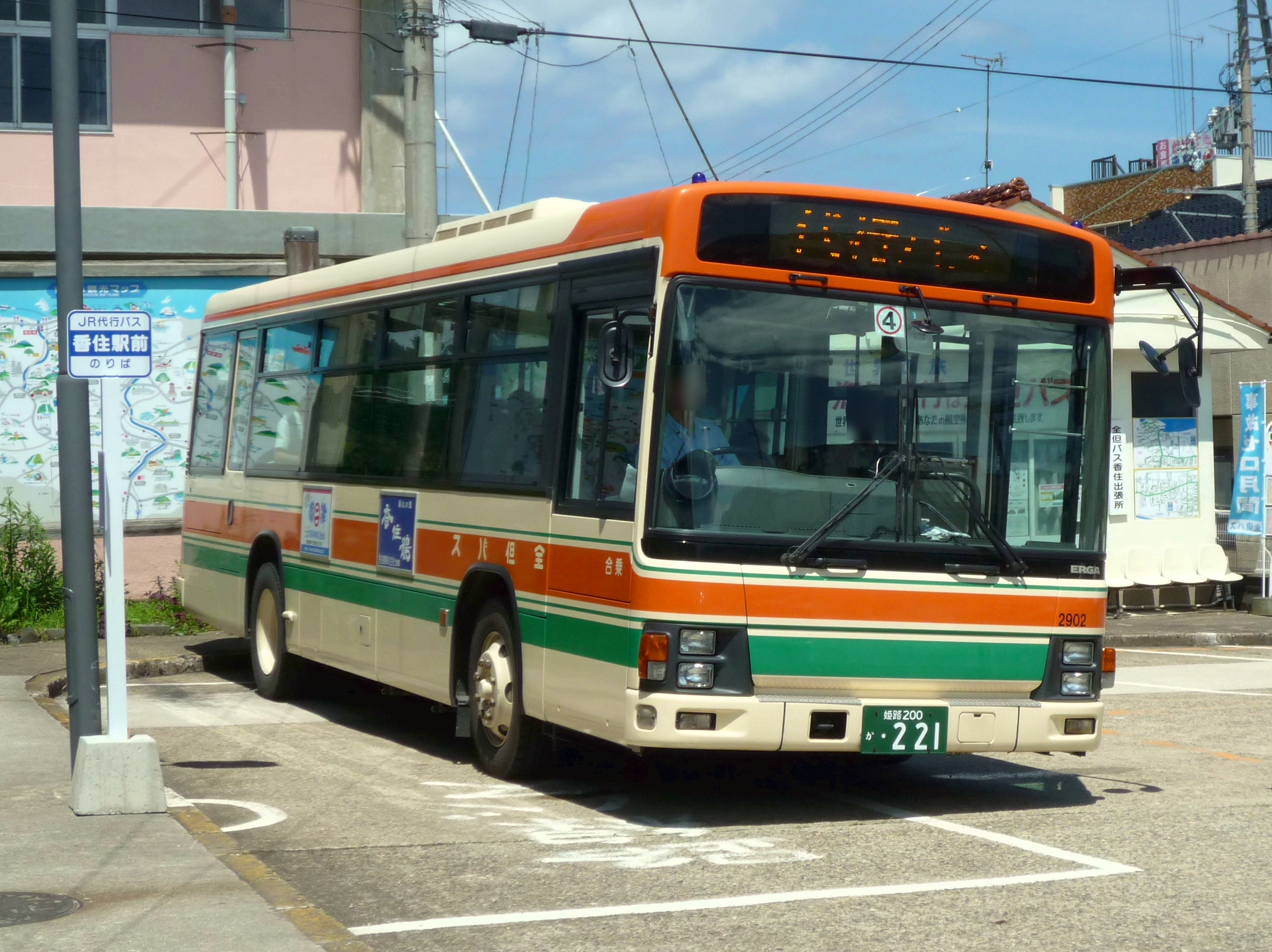
2010年7月17日 - 8月11日の区間運休中に運行された代行バス（全但バス担当[185]、香住駅にて）